# N-Wagen
Als n-Wagen wird eine in großen Stückzahlen beschaffte Gattung von Personenwagen der Deutschen Bundesbahn beziehungsweise der Deutschen Bahn AG bezeichnet. Diese Mitteleinstiegswagen erhielten zwei Doppeltüren pro Wagenseite in den Drittelungspunkten und waren damit für den schnellen Fahrgastwechsel im Nahverkehr konzipiert. Umgangssprachlich wurden die Wagen als Silberlinge bekannt. Diese Bezeichnung verdanken sie der Farbe des ursprünglich unlackierten Wagenkastens aus blankem rostfreiem Stahl mit aufgebürstetem Perlschliff im Pfauenaugenmuster. Die Wagen wurden, im Anschluss an die yl-Wagen, zwischen 1958 und 1980 in rund 5000 Exemplaren gebaut und sind vereinzelt bis heute im Einsatz.

## Allgemeines

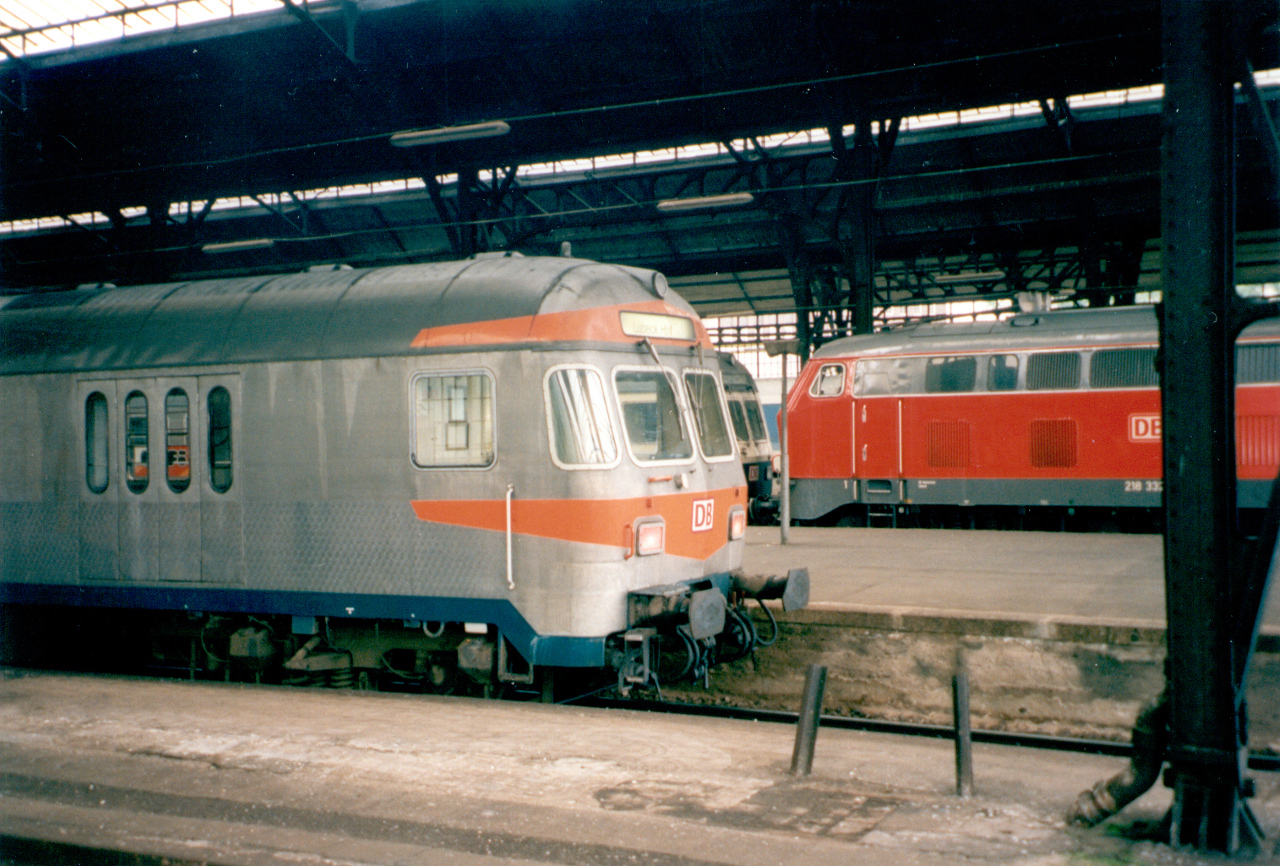
Lübeck, 1998: Steuerwagen der Bauart 740 mit Karlsruher Kopf und orangefarbenen Warnstreifen auf silbernem Grund; gut sichtbar ist die ursprünglich eingebaute Falttür des Gepäckraums

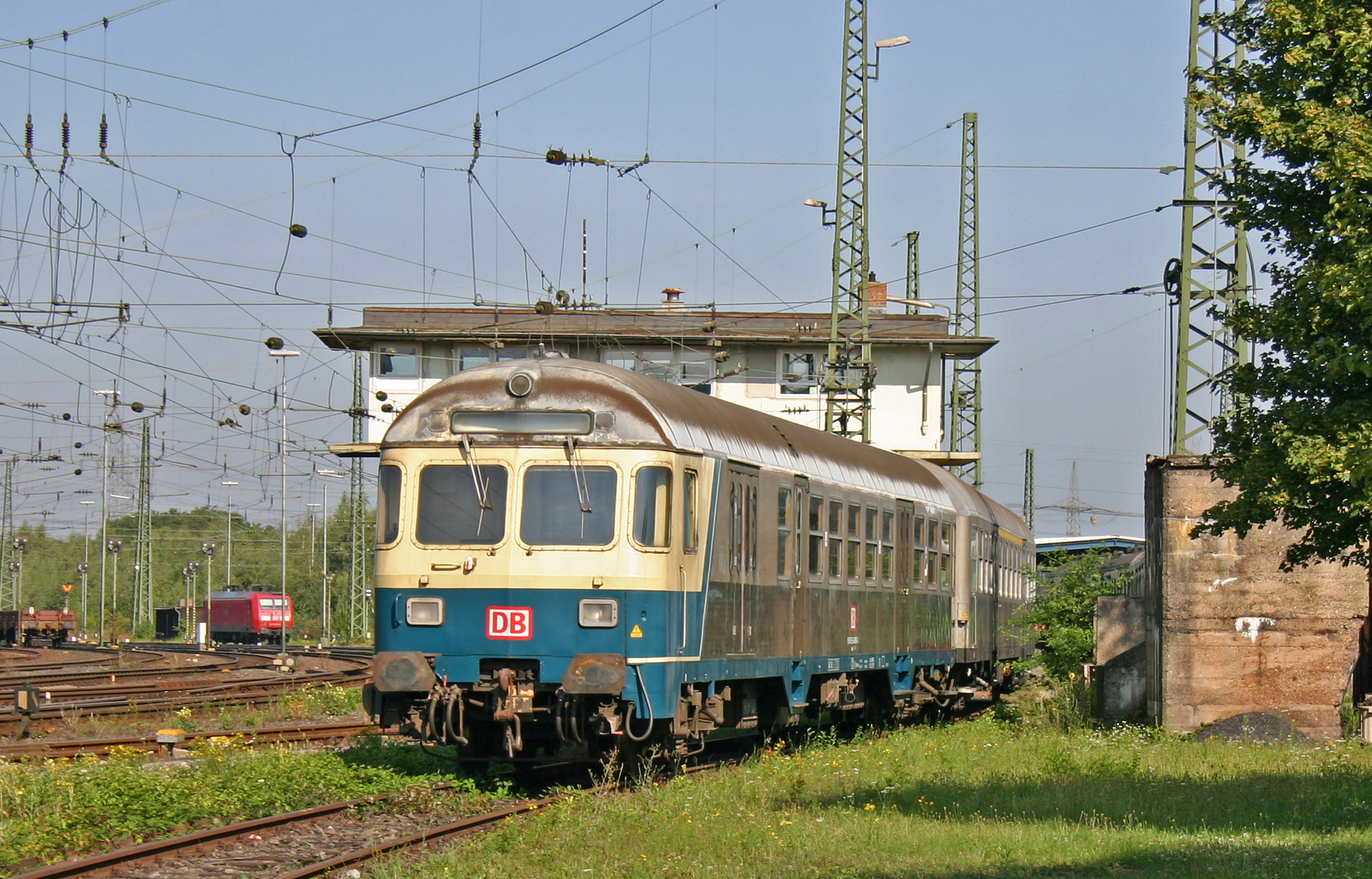
Museal erhaltener Karlsruher Kopf mit Frontlackierung in elfenbein/ozeanblau

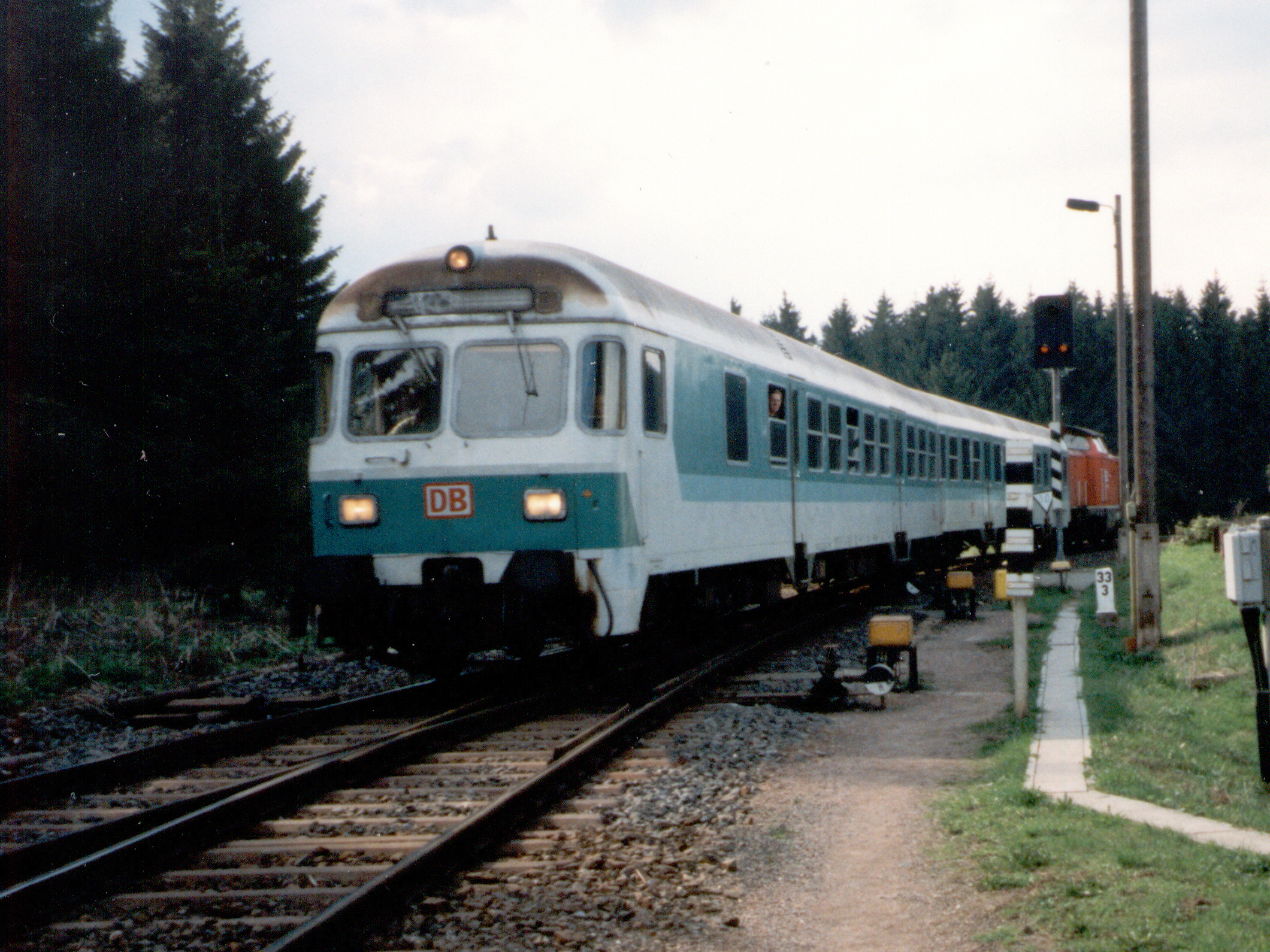
BDnf-Steuerwagen in minttürkiser Produktlackierung des Nahverkehrs und ausgebauter Rollbandanzeige am 1. Mai 1998 im Bahnhof Rennsteig

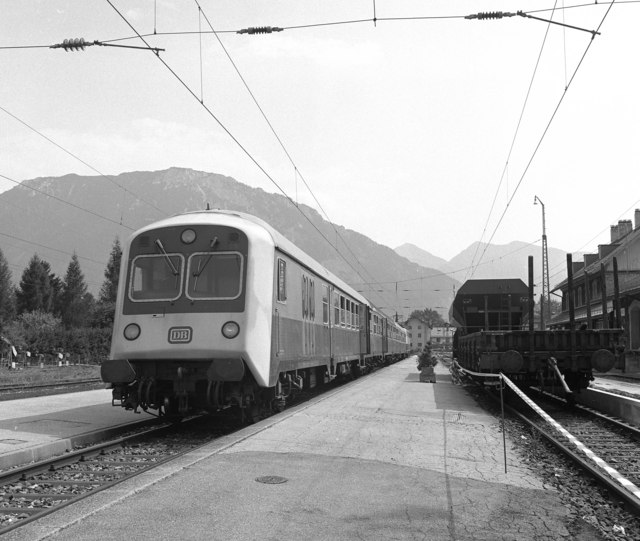
Prototyp eines Steuerwagens, der als Hässliches Entlein bekannt wurde; er blieb ein Einzelstück.

Bereits 1951 entwickelte die Deutsche Bundesbahn zusammen mit der Fahrzeugindustrie eine erste Gruppe von 26,4 m langen Neubauwagen, die über zwei Endeinstiege und einen doppeltürigen Mitteleinstieg verfügten. Sie wurden zunächst als Leichtschnellzugwagen, später aber auch als Eilzugwagen eingesetzt und als yl-Wagen bezeichnet.
Die Prototypen der n-Wagen wurden 1958 beschafft, die meisten von ihnen waren grün lackiert und hatten meistens die gleichen Sitzgestelle wie die Umbauwagen erhalten. Insgesamt gab es zwölf Ausstattungsvarianten. Ein 13. Prototyp entstand im Ausbesserungswerk Karlsruhe. Entwickelt und geliefert wurden sie von einer Arbeitsgemeinschaft mehrerer Hersteller, darunter WMD in Donauwörth, Wegmann & Co. in Kassel, LHB in Salzgitter und Maschinenbauanstalt in Kiel (MaK). Diese Probewagen wurden in den 1980er Jahren in das damals gültige Farbkonzept ozeanblau-beige umlackiert.
Ab 1959 wurden die ersten Serienwagen in Dienst gestellt, unter den Gattungsbezeichnungen B4nb-59 für Wagen zweiter Klasse, AB4nb-59 für gemischtklassige Wagen und BD4nf für Wagen der zweiten Klasse mit Gepäckabteil und Führerstand; bei der in 20 Exemplaren gelieferten Mehrspannungsausführung der letzteren Bauart entfiel der Führerstand, so dass deren Gattungsbezeichnung BD4n lautete.
Merkmal der Serienwagen war die unlackierte Außenhaut aus nichtrostendem Edelstahl (Nirosta) und der dafür typische aufpolierte Perlschliff unterhalb des Fensterbandes, was ihnen den Spitznamen Silberling einbrachte. Im Auslieferungszustand hatten die Wagen schwarze Längsträger, die Steuerwagen neuerer Bauart ab 1971 (ohne Übergangsmöglichkeit an der Steuerseite) hatten mit Ausnahme der ersten Exemplare orangefarbene Warnstreifen ober- und unterhalb der Frontscheiben. Ab 1975 wurden die Längsträger ozeanblau umlackiert. Bei den Steuerwagen wurde die Fensterpartie des Führerstandes ab 1980 ozeanblau-beige gestrichen, unterhalb der Fenster wurde der Kopf ozeanblau.
Während Wagen der ersten Baulose (AB, B und BD) auch von den einzelnen Waggonfabriken gefertigt wurden, entstanden alle anderen Typen von Beginn an im Ausbesserungswerk Karlsruhe, später auch im Ausbesserungswerk Hannover. Seit 1968 wurden die Wagen allein von der Deutschen Bundesbahn gefertigt.

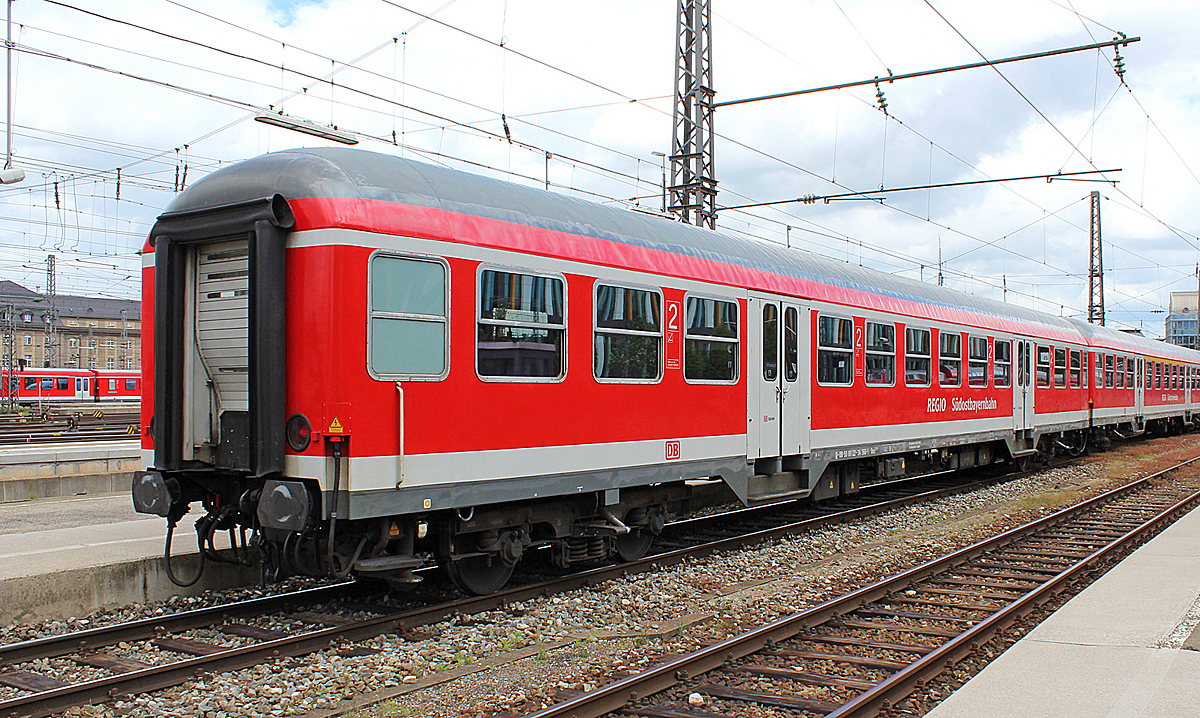
n-Wagen der Südostbayernbahn in verkehrsrot-lichtgrauer Lackierung

Die nach ihrer Gattungsbezeichnung offiziell als n-Wagen bezeichneten Fahrzeuge sind 26,4 Meter lang und werden durch zwei Einstiegsbereiche mit Doppeltüren in drei Abschnitte geteilt, bei den Steuerwagen gibt es auf der Führerstandsseite verschiedene Türvarianten. Insgesamt entstanden sechs Varianten:
1. Reiner Zweite-Klasse-Wagen
2. Zweite-Klasse-Wagen mit Großraum und durch Glaswände abgegrenzten Abteilen erster Klasse in der Mitte
3. Zweite-Klasse-Wagen mit Abteilen erster Klasse in der Mitte (nicht umgebaute)
4. Zweite-Klasse-Wagen mit fiktiven Abteilen erster Klasse an einem Ende (Schaltschrankseite), aus Umbau in den 1990er Jahren
5. Zweite-Klasse-Wagen mit Mehrzweckabteil im kleinen Großraum an einem Wagenende
6. Steuerwagen mit Gepäck-/Mehrzweckabteil, davon teilweise mit Falttüre zum Gepäckraum.

Die n-Wagen entsprechen in ihren Hauptmaßen den UIC-X-Konventionen, wie auch die Schnellzugwagen der Deutschen Bundesbahn. Untergestell und Wagenkasten sind aus verschiedenen Profilblechen der Stahlgüte St 37 und St 52 zusammengeschweißt.
Die 1200 Millimeter breiten Seitenfenster sind im oberen Bereich einfach, im unteren Bereich doppelt verglast. Entlüftet werden die Wagen mit einem statischen Kuckuckslüfter pro (fiktivem) Abteil auf dem Dach (elf oder zwölf Stück). Die Heizeinrichtung der Wagen mit elektrischer Heizung ist auf 1000 Volt bei 16⅔ Hertz (entsprechend der Fahrdrahtfrequenz) ausgelegt, womit Auslandsfahrten nur in die DDR, die Schweiz und nach Österreich möglich waren. Eine Bauserie (Bn723) hatte abweichend eine Wasserschwerkraftheizung bekommen und war in allen europäischen Festlandstaaten mit Normalspur einsetzbar, da sie eine Mehrspannungswähleinrichtung hatte. Alle Bauarten ohne zentrale Energieversorgung hatten auch die Einrichtung für Dampfheizung. Diese wurde später stillgelegt bzw. ausgebaut.
Als Einstiegstüren dienen Drehfalttüren mit pneumatischer Türschließung. Ursprünglich konnten alle Türfenster geöffnet werden. Später wurde die Hälfte der Türfenster festgelegt. So konnte der Zugführer trotzdem noch die Zugbeobachtung während der Abfahrt durchführen. Nochmals später wurden feste einteilige Türfenster eingebaut. 13 ABnrzb704 und ein Bnrzb725 erhielten in den 1970er Jahren versuchsweise Schwenkschiebetüren, die anlässlich der Modernisierungen zu Drehfalttüren zurückgebaut wurden. Erst Ende der 1990er Jahre begann der systematische Umbau einiger Serien auf Schwenkschiebetüren.
Die Zweite-Klasse-Version (B4nb-59) wurde in Waggonfabriken als Neubau hergestellt. Daraus wurden die Bnb719. Um schneller an eine große Zahl neuer Wagen zu gelangen, wurden auch die Ausbesserungswerke (AW) der Deutschen Bundesbahn in das Beschaffungsprogramm einbezogen. Sie nutzten für den Bau vorhandene Materialien und verwendeten somit noch brauchbare Einzelteile aus alten Wagen. Die so entstandenen Wagen wurden als B4nb-59a – später Bnb720 – bezeichnet. Diese Wagen waren im Schnitt eine Tonne schwerer als die Bnb719. Sie wurden noch mit aus Thomasstahl hergestellten Wagenkastenträgern gefertigt und mussten daher verstärkt werden. Bis in die 1990er Jahre waren die Bnb719 vorwiegend mit einem Achsgenerator des Typs D 150 (für 140 km/h) und die Bnb720 zwei Achsgeneratoren D 62 (für 120 km/h) ausgerüstet. Erst ab diesem Zeitraum wurden auch die 720er-Wagen durch Erneuerung der Achsgeneratoren für eine zulässige Höchstgeschwindigkeit von 140 km/h umgerüstet.
Die ersten Serien erhielten Drehgestelle der Bauart Minden-Deutz leicht (MD 42) mit Klotzbremse und Lichtgenerator, die die Wagen für eine Höchstgeschwindigkeit für 120 km/h befähigten. Ab Mitte der 1960er Jahre kamen die gleichen Drehgestelle, jedoch mit Scheibenbremsen und Bremskraftregulierern ohne Generatoren, zum Einsatz (Bauarten Bnrzb, ABnrzb und BDnrzf mit elektrischer Zugsammelschiene). Diese Wagen durften mit bis zu 140 km/h verkehren (MD 43). Ein Teil der 120-km/h-Wagen wurde in den 1970er Jahren laufwerksseitig für 140 km/h ertüchtigt, was den Austausch der Achsgeneratoren (siehe oben) voraussetzte.
Ursprünglich gab es nur Steuerwagen (BDnf738) mit senkrechter Frontseite und einer Übergangsmöglichkeit zu anderen Wagen, bei denen das an einem Wagenende befindliche Sitzabteil durch einen Gepäckraum und Führerstand ausgetauscht war. Wegen der eigentümlichen Form und der beengten Platzverhältnisse des Führerstandes wurden diese Steuerwagen umgangssprachlich als Hasenkasten oder Führerklo bezeichnet. Die Kopfform dieser Steuerwagen wurde im Wesentlichen von den BDylf-Mitteleinstiegswagen übernommen. Diese Steuerwagen wurden schon früh ausgemustert oder erhielten neue Steuerköpfe ohne Übergangsmöglichkeit (BDnf735). Steuerwagen ohne Übergangsmöglichkeit gab es auch als Neubauten mit der Gattungsbezeichnung BDnrzf740. Da diese im AW Karlsruhe (um)gebaut wurden, wird ihre Front als Karlsruher Kopf bezeichnet.

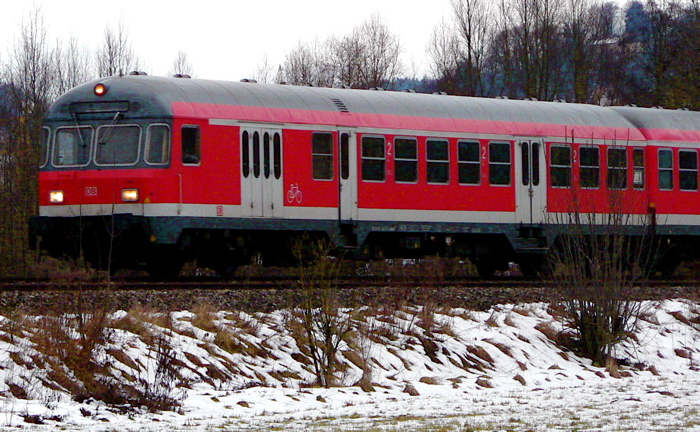
Steuerwagen in verkehrsrot-lichtgrauer Lackierung, mit Gepäckabteil

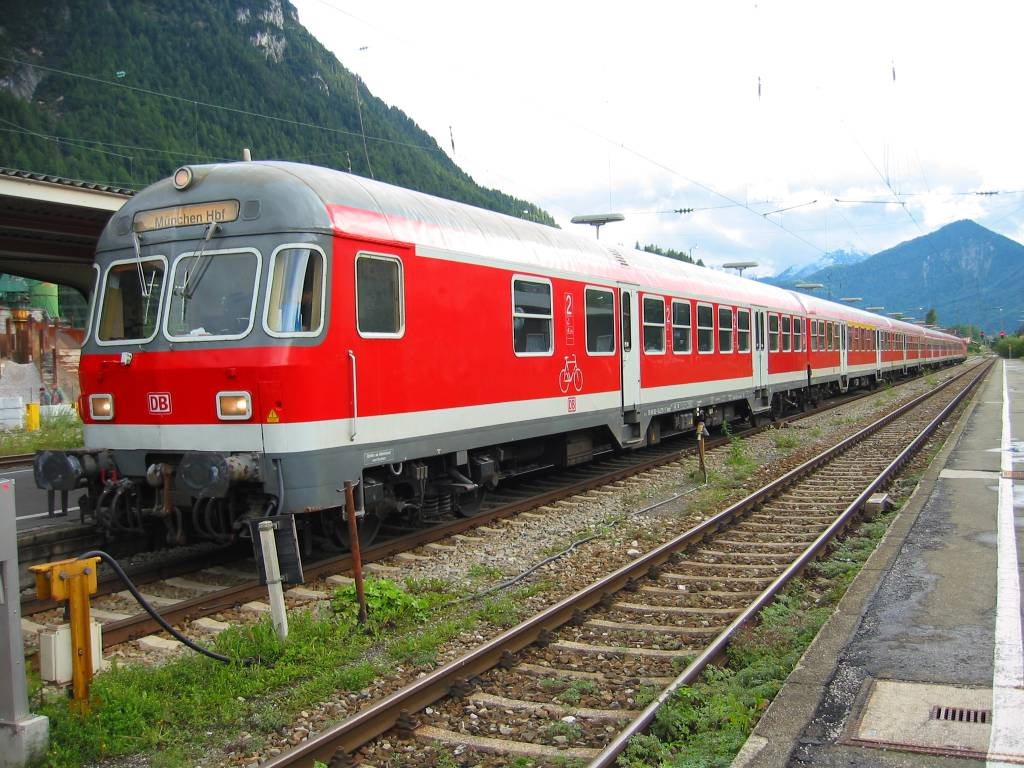
Steuerwagen in verkehrsrot-lichtgrauer Lackierung, ohne Gepäckabteil

Die Steuerwagen wurden allgemein mit einem Gepäckabteil am Steuerkopfende ausgeliefert, welches über breite Falttüren zu beladen und für Fahrgäste nicht zugänglich war. Die anschließende Einstiegstür war nur einfachbreit, der mittlere Großraum um eine Sitzgruppe verkürzt. Bei späteren Modernisierungen wurden meistens der Gepäckraum als Mehrzweckabteil für Fahrgäste zugänglich gemacht und die nur vom Zugpersonal manuell bedienbaren Gepäckfalttüren ohne Türverriegelung verschlossen. Da sich der schmale Einstieg beim Verladen von Fahrrädern, Kinderwagen und anderem sperrigem Gepäck als hinderlich erwies, wurde bei vielen Steuerwagen auch der vordere Einstieg auf doppelte Breite umgebaut.
Insgesamt war etwa jeder vierte Wagen gemischtklassig. Dagegen waren nur etwa zehn Prozent aller gebauten Fahrzeuge Steuerwagen, so dass vielerorts an den Endbahnhöfen die Lokomotive ans andere Zugende umgesetzt werden musste.
Der Kennbuchstabe „n“ bedeutet nach dem UIC-Bauart-Bezeichnungssystem für Reisezugwagen: „Nahverkehrswagen mit einer Länge von mehr als 24,5 Metern, Großraum mit Mittelgang in der zweiten Klasse (zwölf fiktive Abteile), und Seitengang in der ersten Klasse, zwei Mitteleinstiegen und konventioneller DB-Wendezug-Steuerleitung“. Ursprünglich waren fünf Prozent der n-Wagen nicht mit einer Steuerleitung für den Wendezugbetrieb ausgerüstet. Dabei handelte es sich um die Mehrspannungswagen (20 ABn703, 40 Bn723 und 20 BDn738). Diese Wagen waren nur als Bn oder ABn-Wagen bezeichnet, die anderen als Bnb oder ABnb. Nach Umrüstung aller Wagen auf Wendezugsteuerung entfiel das dafür verwendete „b“ und wurde neu für behindertengerechte Einrichtung gebraucht. Das „r“ steht für den Bremskraftregulierer, das „z“ für die zentrale Energieversorgung.
180 Wagen waren auch als Lazarettwagen für die Bundeswehr einsetzbar. Dafür konnte die Inneneinrichtung ausgebaut und durch Krankenliegen ersetzt werden. Zu diesem Zweck waren die Zutrittstüren zu den Fahrgasträumen zweiflügelig als Doppelschiebetür ausgeführt. Die Wagen hatten nicht die sonst üblichen Vorhänge an den Fenstern, sondern Jalousien. Ein weiteres Merkmal dieser Wagen waren Schukosteckdosen im Innenraum (in der Innenverkleidung der Außenwände), die so angeordnet waren, dass sie bei eingebauter Bestuhlung genau durch eine dünne Wand zwischen Außenwand und den Rücken an Rücken angeordneten Rückenlehnen zweier Sitzgruppen mittig blockiert waren, was sich bei uninformierten Fahrgästen als „Kuriosität“ darstellte. Zu erkennen waren die Wagen (Bnb724) von außen auch am Steildach mit geraden Wagenenden statt der sonst üblichen Korbbogenform. Aus Wagen der Bauart 725 wurden um 1989 weitere Wagen als Bnrz724.1 umgebaut.

## Einsatz

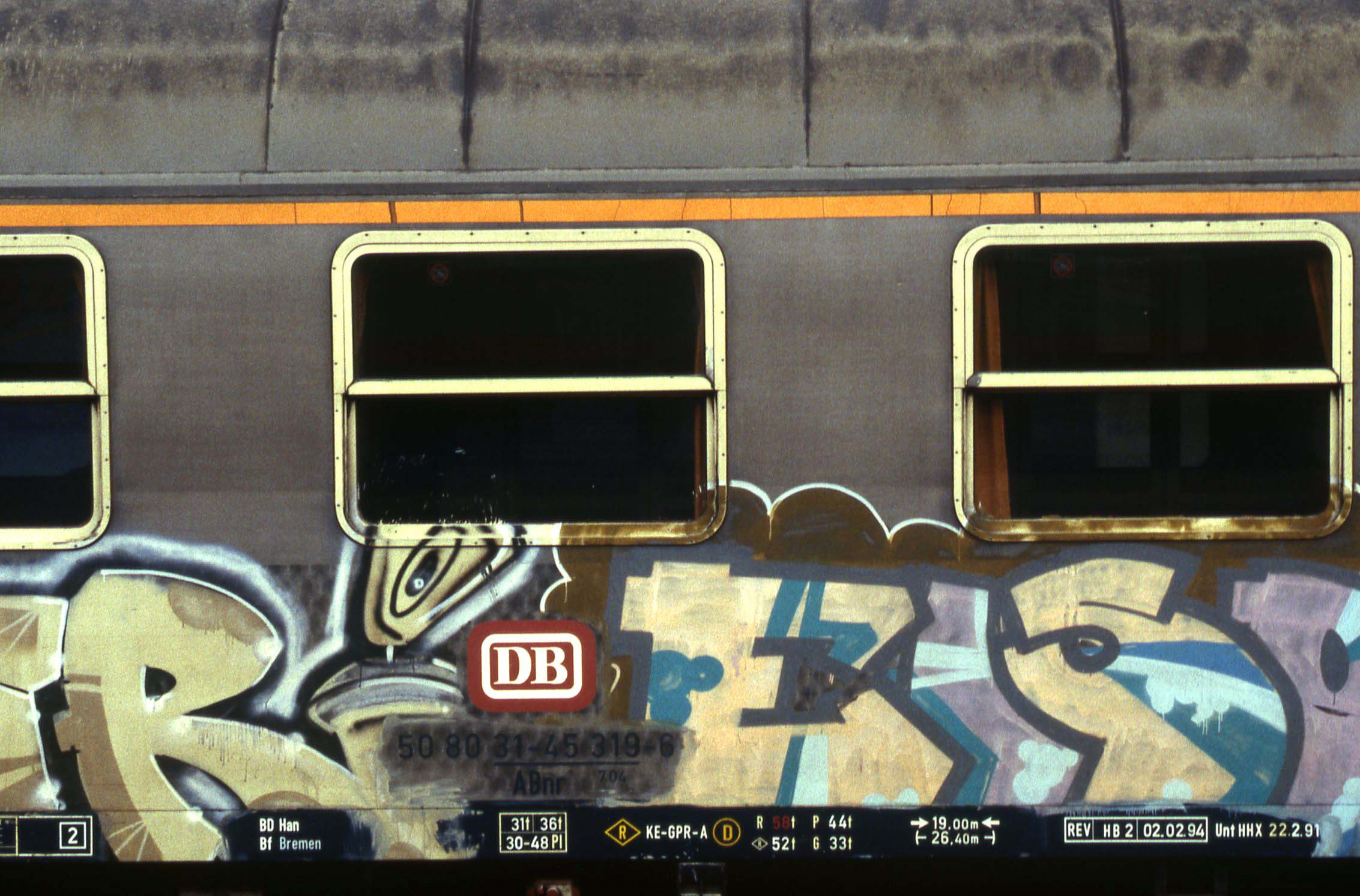
ABnr 704 mit bereits teilweise entfernten Graffiti, circa 1990

Die n-Wagen waren lange Zeit das häufigste Fahrzeug im Nahverkehr der Deutschen Bundesbahn. Sie kamen von Beginn an im Nahverkehr zum Einsatz, bevorzugt in den großen Ballungsräumen. Einige fuhren auch im S-Bahn-Vorlaufbetrieb in den Netzen Hamburg (S 3 bis S 6), Rhein-Ruhr (von 1967 bis 1988), Köln (Linie S 12 von 1991 bis 2004), Frankfurt am Main, München (1972 bis 1976 und 1981 bis 1983) und Nürnberg (Linien S 3 und S 4 2010 bis 2012). Bis weit in die 1980er Jahre wurden sie auch für Schnellzüge verwendet. Auch im Interzonenverkehr mit der DDR sowie im Transitverkehr nach Berlin wurden besonders in den Hauptreisezeiten n-Wagen als Verstärker verwendet. Der am weitesten ins Ausland führende Einsatz der n-Wagen erfolgte Anfang der 1980er Jahre nach Österreich.
Der E 2090/2095 führte mit einem ABnrz und zwei Bnrz von München über Rosenheim – Salzburg – Tauernbahn – Villach – Drautalbahn bis nach Klagenfurt.
Nach der Bahnreform 1994 ging ihre Zahl langsam zurück; durch die Beschaffung von Neufahrzeugen hatte sich der Fahrzeugpark insoweit verjüngt, dass nun die n-Wagen zu den ältesten Fahrzeugen im Nahverkehr gehörten und mit weiteren Neulieferungen zunehmend entbehrlich wurden.
Auf elektrifizierten Strecken verkehrten die n-Wagen im Wendezugdienst bis in die 1970er Jahre fast ausschließlich mit einer E 41/141 gekuppelt. Daneben kam auch die E 40/140 in diese Dienste, da viele 140er für Mehrfachtraktion ausgerüstet und somit wendezugfähig waren. Der Mangel an wendezugfähigen Lokomotiven führte in Einzelfällen sogar dazu, dass die 120 km/h schnellen Güterzuglokomotiven der Baureihe 151 im Nahverkehr eingesetzt wurden, meist ohne dass der Einsatz dieser schweren Maschinen durch die Zuglasten begründet gewesen wäre. Mit der Anlieferung der neuen Baureihe 111 im Raum München und im Ruhrgebiet wurde auch diese vor n-Wagen-Wendezügen typisch. Einige Jahre nach der Wende in der DDR wurden auch Maschinen der Baureihe 143 mit 36-poliger Steuerleitung nachgerüstet und als Wendezuglokomotiven eingesetzt. Ab 1997 wurden Lokomotiven der Baureihe 110 mit Wendezugsteuerungen nachgerüstet, die aus verschrotteten Lokomotiven der Baureihe 141 ausgebaut wurden.
Bei Diesel-Wendezügen kamen die Baureihen V 100.20/212, V 160/216, 218 und V 200/220 zum Einsatz. Dafür wurden jeweils die Führerpulte für E- und V-Betrieb im Steuerwagen ausgetauscht. Auch mit Dampflokomotiven wurden n-Wagen-Wendezüge gefahren, wofür die Baureihen 23/023, 38/038 (preußische P 8), 65/065 und 78/078 (preußische T 18) verwendet wurden.
Nach über fünfzig Betriebsjahren verschwanden die n-Wagen nach und nach aus allen Bundesländern und wurden durch neuere Fahrzeuge ersetzt. Ab Dezember 2013 waren nur noch n-Wagen neuerer Bauart mit Scheibenbremsen im Einsatz, ab Dezember 2018 ausschließlich Wittenberger Steuerwagen. Die letzten Karlsruher Steuerwagen wurden von den Betriebswerken Köln, Münster und Kiel eingesetzt, wobei letztere Wagen dort nur noch im Ersatzverkehr auf dem RE6 Hamburg Altona – Westerland (Sylt) zum Einsatz kamen, da die dort normalerweise eingesetzten Married-Pair-Wagen aufgrund eines Kupplungsbruchs für mehrere Monate größtenteils ausfielen. Die Wagen liefen dort nur hinter der Lokomotive und damit nicht mehr im Steuerwagenbetrieb, da sie mit den Lokomotiven der Baureihe 245 nicht kompatibel sind. Bis Dezember 2018 wurde auf einem Umlauf des RE 8 zwischen Köln Messe-Deutz und Kaldenkirchen noch ein Karlsruher Steuerwagen eingesetzt, seit Ende dieser Leistung setzt DB Regio keinen Steuerwagen dieser Bauart mehr ein.
Im Dezember 2016 waren die letzten n-Wagen noch in den Bahnbetriebswerken Stuttgart, Ulm, München-Pasing, Ludwigshafen, Frankfurt (Main), Köln, Münster und in Kiel beheimatet. Ab Dezember 2019 setzte die Deutsche Bahn n-Wagen nur noch in geringem Umfang von Ludwigshafen aus ein. Die letzte planmäßige Leistung war der „Murgtäler Radexpress“, der zwischen Mai und Oktober an Wochenenden und Feiertagen zwischen Ludwigshafen und Freudenstadt verkehrte. Zuletzt bestand dieser Zug nur noch aus zwei Wittenberger Steuerwagen und einem bis zwei ehemaligen Halbgepäckwagen der Gattung Bduu. Mit Saisonende zum 16. Oktober 2022 endete der Einsatz von n-Wagen bei der DB nach über 60 Jahren, die letzten verbliebenen Wagen wurden verkauft.
Darüber hinaus fahren aber die privaten Eisenbahnverkehrsunternehmen Schienenverkehrsgesellschaft (SVG), TRI Train Rental und Gesellschaft für Fahrzeugtechnik (GfF) v. a. Ersatzleistungen für andere Eisenbahnverkehrsunternehmen weiterhin mit von der Deutschen Bahn übernommenen n-Wagen. So beispielsweise von Juli 2022 bis Juni 2023 bei der S-Bahn Hannover, da es aufgrund von Lieferschwierigkeiten zu Verzögerungen bei der Modernisierung der eigentlich dafür vorgesehenen Fahrzeuge kam. Bis zum 31. Dezember 2023 setzte darüber hinaus auch die Wedler Franz Logistik (WFL) n-Wagen in Ersatzverkehren ein.

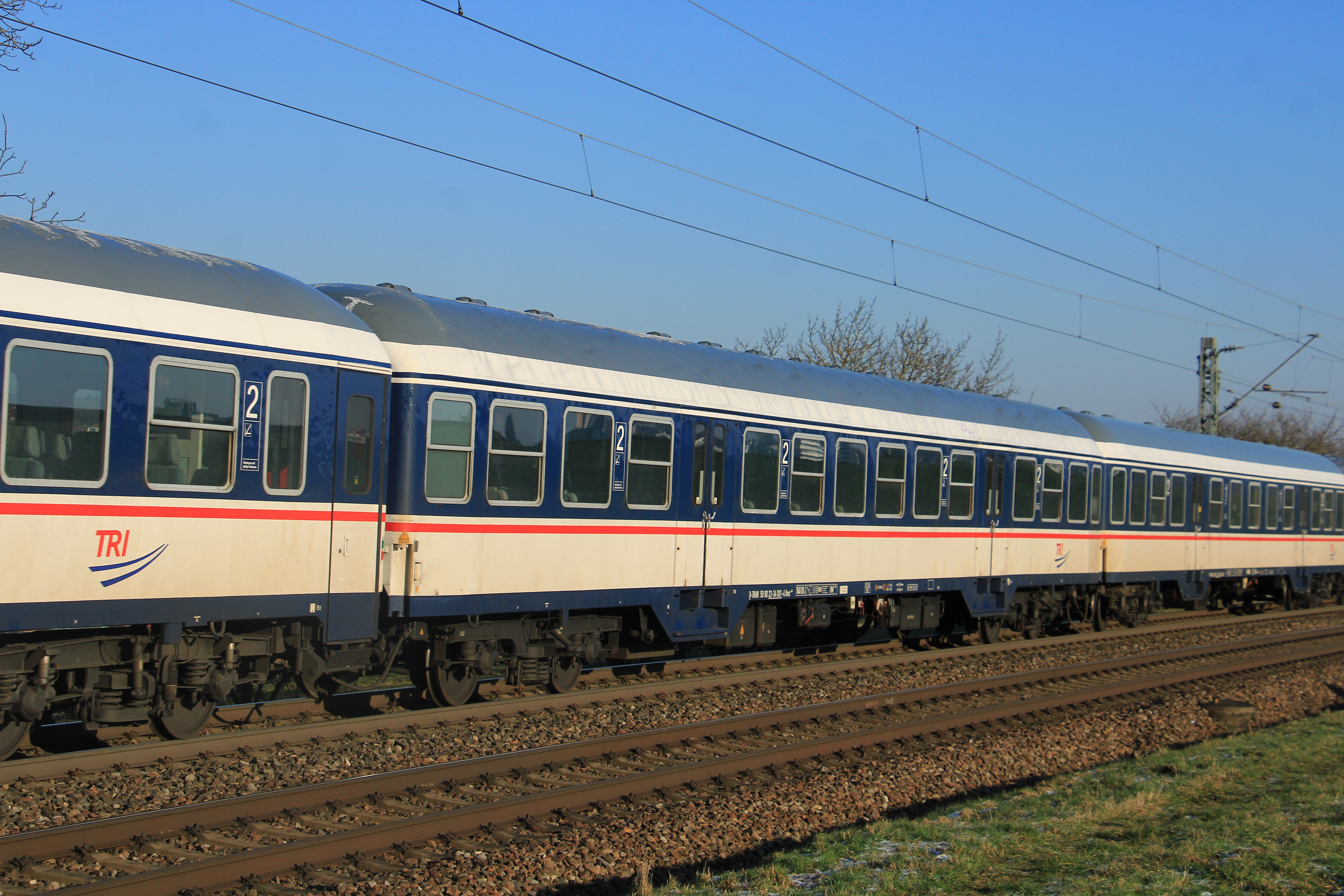
22-34 001 Bnrz 446.0 der Train Rental International

Seit Januar 2024 kommen auf der Linie RB 37 zwischen Krefeld und Neuss in Nordrhein-Westfalen wieder planmäßig n-Wagen zum Einsatz. TRI Train Rental bedient diese mit Drei-Wagen-Garnituren, die von einer Lokomotive der Baureihe 110, 145 oder 182 gezogen werden. Dieser Verkehrsvertrag lief zunächst für ein Jahr. TRI gewann im Oktober 2024 auch die nachfolgende Ausschreibung für ein weiteres Jahr mit einer Option zur Verlängerung bis Dezember 2027. Der Fahrzeugeinsatz soll unverändert bleiben.
Auch in Baden-Württemberg werden vorübergehend n-Wagen eingesetzt. Während der Umrüstung der landeseigenen Fahrzeugflotte auf das Zugsicherungssystem ETCS, das für den Betrieb im neuen Stuttgarter Tiefbahnhof notwendig sein wird, werden einzelne Leistungen auf diversen Linien seit Juni 2022 durch Ersatzzüge ersetzt, die aktuell von TRI größtenteils mit n-Wagen-Garnituren betrieben werden. Stand Juni 2025 betrifft das die Linien RE 8 (Stuttgart–Würzburg), RE 90 (Stuttgart–Nürnberg) und MEX 13 (Stuttgart–Aalen). Der Einsatz soll bis mindestens Dezember 2025 dauern. Planmäßig ist dagegen der Einsatz von n-Wagen bei den Freizeitexpress-Verbindungen „Südbahn“ (Stuttgart–Singen) und „Bodensee II“ (Stuttgart–Konstanz), die von der SVG betrieben werden und nur in den Sommermonaten verkehren. Dieser Vertrag beinhaltet außerdem Zusatzzüge zu Fußballspielen oder Freizeitevents und läuft bis Juni 2029.

## Innenraum

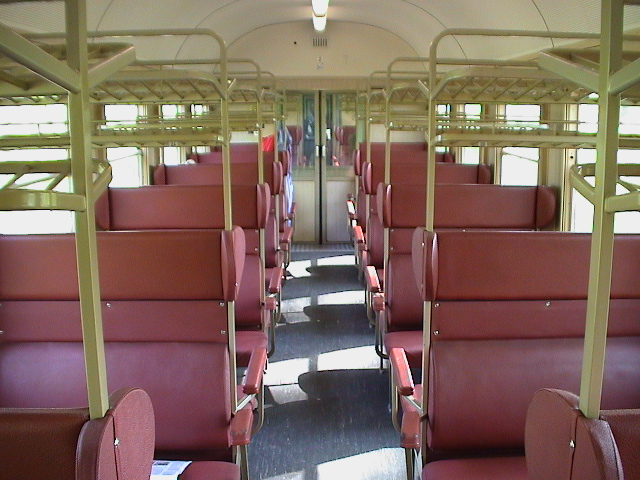
Original-Innenraum mit quer angeordneten Gepäckablagen

In der zweiten Klasse befindet sich an jedem Fenster eine Sitzgruppe mit vier Plätzen, die durch den Mittelgang von der gegenüberliegenden getrennt ist. Im ursprünglichen n-Wagen befinden sich über den Rückenlehnen (quer zur Fahrtrichtung) Gepäckablagen, die die Sitzgruppe optisch von der nächsten trennen. Im reinen Zweite-Klasse-Wagen entstehen so 12 Scheinabteile mit insgesamt 96 Sitzplätzen.
Die Räume an den Wagenenden waren ursprünglich für Raucher reserviert. Später gab es einen solchen Bereich nur noch an einem Wagenende. Heute sind die Raucherbereiche komplett abgeschafft. Bei Steuerwagen befinden sich dort der Führerstand und ein Gepäckraum.
In der ersten Klasse, die sich nur im mittleren Teil zwischen zwei Türräumen befand, war der Mittelgang durch einen Seitengang ersetzt, daneben befinden sich Abteile mit jeweils sechs gepolsterten Sitzplätzen, die dem Interieur von Schnellzugwagen entsprach. Durch einen vergrößerten Fensterabstand gibt es hier nur fünf statt sechs Fenster, wodurch die Abteile geräumiger waren. Ein Teil der Prototypen erhielt noch eine Inneneinrichtung, die dem Inneren der Umbauwagen entsprach.

## Umbauten und Lackierungen
Während die meisten Prototypen noch in dem damals üblichen Grün der Reisezugwagen ausgeliefert wurden (als B4nb-58), entschied sich die Deutsche Bundesbahn für die Serienlieferung für eine unlackierte Edelstahlvariante.

### Erste Umbauten

#### Karlsruher Zug

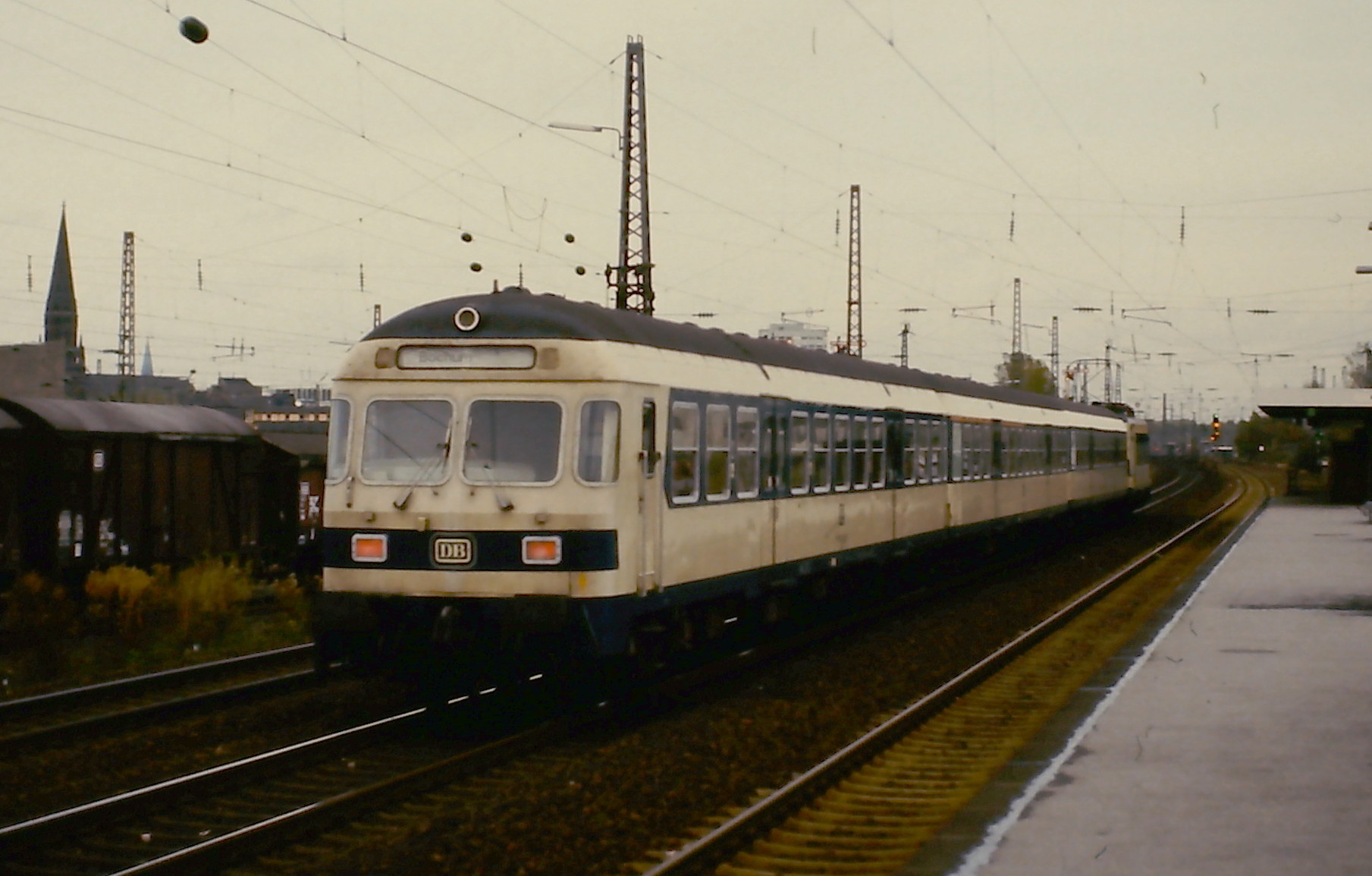
Der Karlsruher Zug

Im Jahr 1977 wurde im Ausbesserungswerk Karlsruhe aus n-Wagen der „Karlsruher Zug“ entwickelt, um den Einsatz bei der S-Bahn Rhein-Ruhr zu testen: Der Prototyp erhielt eine neue übersichtlichere Inneneinrichtung, an den Einstiegen wurden die unteren Stufen für den Einsatz an Hochbahnsteigen entfernt und Schwenkschiebetüren eingebaut, anstelle des Gepäckabteils kamen im Steuerwagen ebenfalls Sitze zum Einbau. Der Zug wurde ozeanblau/beige lackiert, wobei umgekehrt zu den anderen Zügen dieser Zeit das Fensterband ozeanblau und der Bereich unter den Fenstern beige war. Passend zum Zug wurde die Lokomotive 141 248 lackiert. Zudem wurden drei weitere normale n-Wagen, darunter ein Steuerwagen, als Reservewagen umlackiert. Letztlich konnte der Zug im S-Bahn-Dienst nicht überzeugen, auch wegen der vergleichsweise mäßigen Beschleunigung der Lokomotive. Die Wagen liefen daraufhin im normalen Nahverkehr mit, was jedoch nicht ohne Einschränkungen möglich war, da die Einstiege nur an Hochbahnsteigen nutzbar waren. Später wurden die Wagen analog zu den übrigen n-Wagen modernisiert. Für den S-Bahn-Betrieb in Nordrhein-Westfalen wurden stattdessen die x-Wagen entwickelt.

#### Kleinserien für Köln, Hamburg und Stuttgart

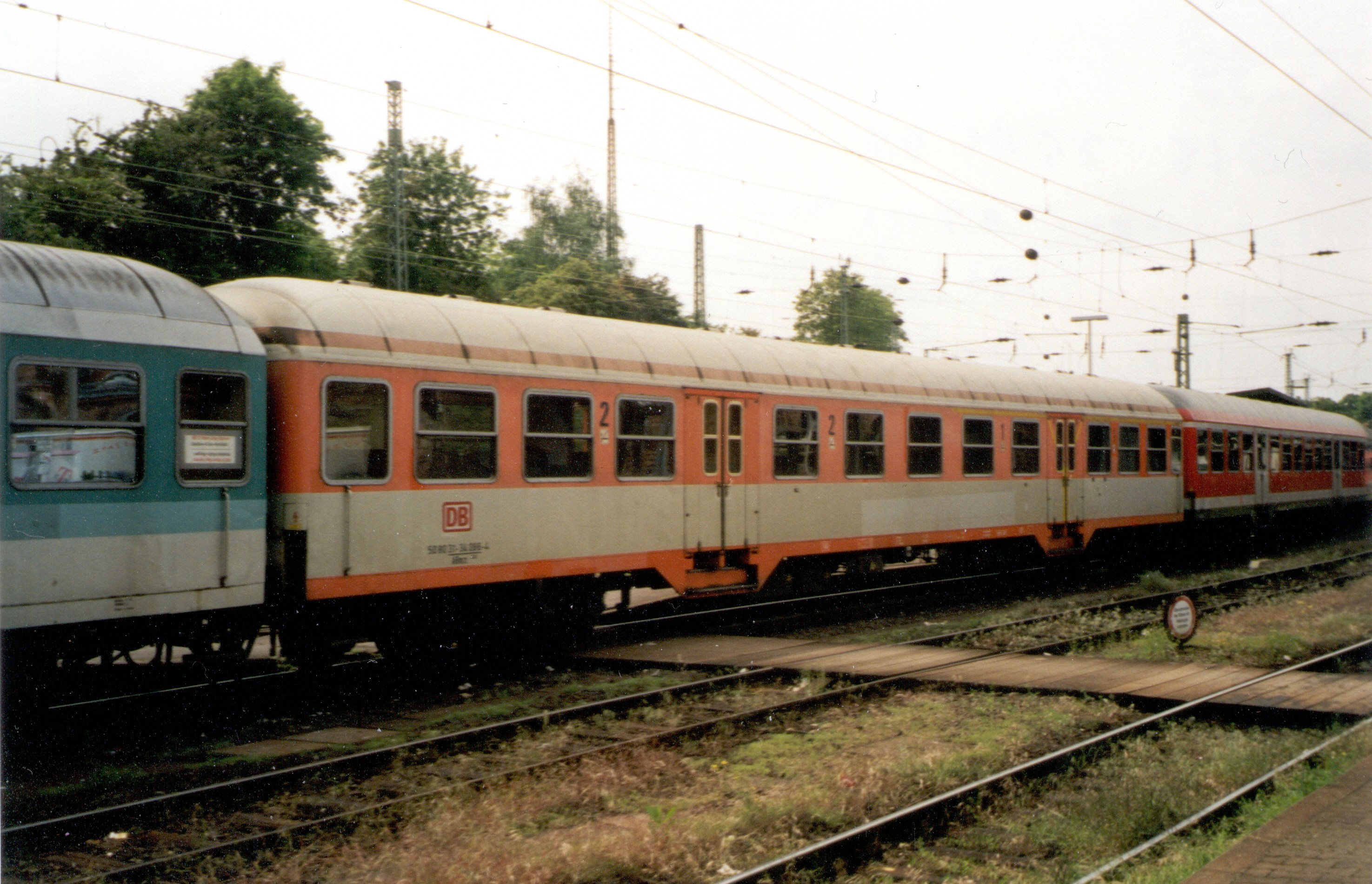
Für die erste Citybahn umgebauter n-Wagen, hier 1999 in Gießen

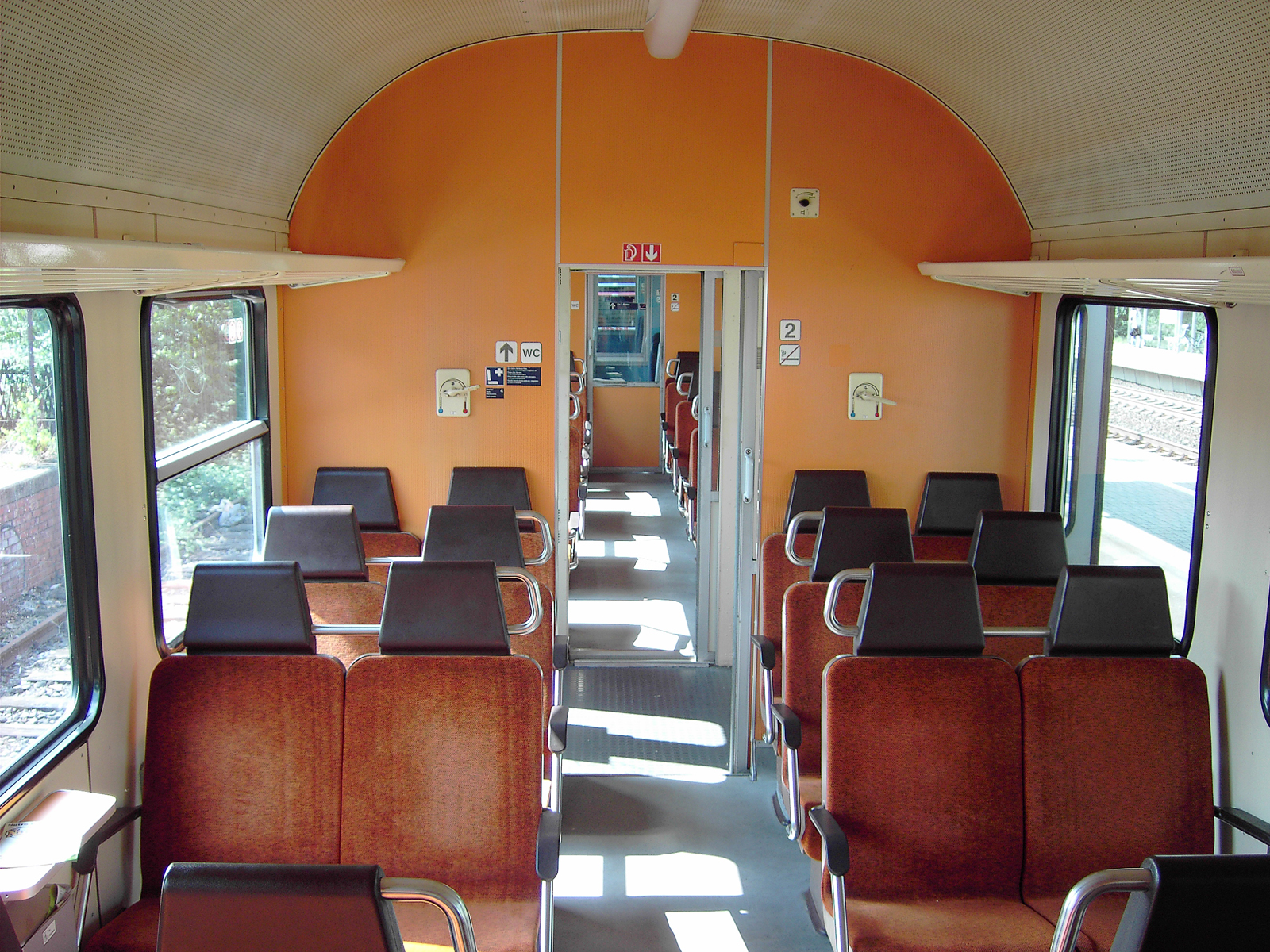
Umgebauter Innenraum eines Citybahn-Wagens mit Reihen- und Vis-a-vis-Bestuhlung

Im Jahr 1984 nahm die erste Citybahn zwischen Köln und Meinerzhagen ihren Betrieb auf. Für den Betriebsversuch auf der stilllegungsgefährdeten Strecke wurden scheibengebremste n-Wagen umgebaut und analog der S-Bahn Rhein-Ruhr reinorange/lichtgrau lackiert, entsprechend der sogenannten Pop-Lackierung aus den frühen 1970er Jahren. Zum Einbau kam eine damals moderne Innenausstattung mit Einzelsitzen, wie sie später auch in der Baureihe 628.2 verwendet wurde. Auf diese Weise entstanden sieben ABnrz400, zehn Bnrz430, ein Bistrowagen Bnrkz490 und sieben Steuerwagen BDnrzf460. Bespannt wurde die Citybahn von passend lackierten Loks der Baureihe 218. Zusammen mit der Einführung des Taktverkehrs (Stundentakt) führte der Versuch zu deutlichen Fahrgastzuwächsen. Kurz darauf wurden auch Wagen für die Strecke Hamburg–Stade umgebaut, welche sich von ihren Vorgängern durch einen höheren Vis-à-vis-Anteil der Sitze unterschieden, was jedoch zu Lasten der Sitzplatzzahl ging. Zudem wurden sie bereits im neuen Farbkonzept minttürkis/pastelltürkis/lichtgrau lackiert. In den Bestand gelangten dabei sieben ABnrz401, acht Bnrz431 und vier BDnrzf461.
Da der Kostenaufwand der Umbauten den Verantwortlichen zu hoch war, wurde der Aufwand bei der folgenden Serie für die RegionalSchnellBahn (RSB) auf der Strecke Stuttgart–Aalen stark reduziert. Es wurden nun klotzgebremste n-Wagen verwendet, die beim Umbau ihre Sitzbänke und -gestelle behielten, die lediglich neu mit dem von der City-Bahn bekannten orangen Stoff bezogen wurden, auch die Wandverkleidungen wurden in diesen Farben erneuert. Unverändert blieben dagegen die Einstiegsräume. Die Wagen waren zwar günstiger im Umbau, hinterließen jedoch auch einen recht „billigen“ Eindruck bei den Kunden. Aus dem Umbau hervorgegangen sind insgesamt zehn ABn402 und 28 Bn432.

### Umbauprogramm

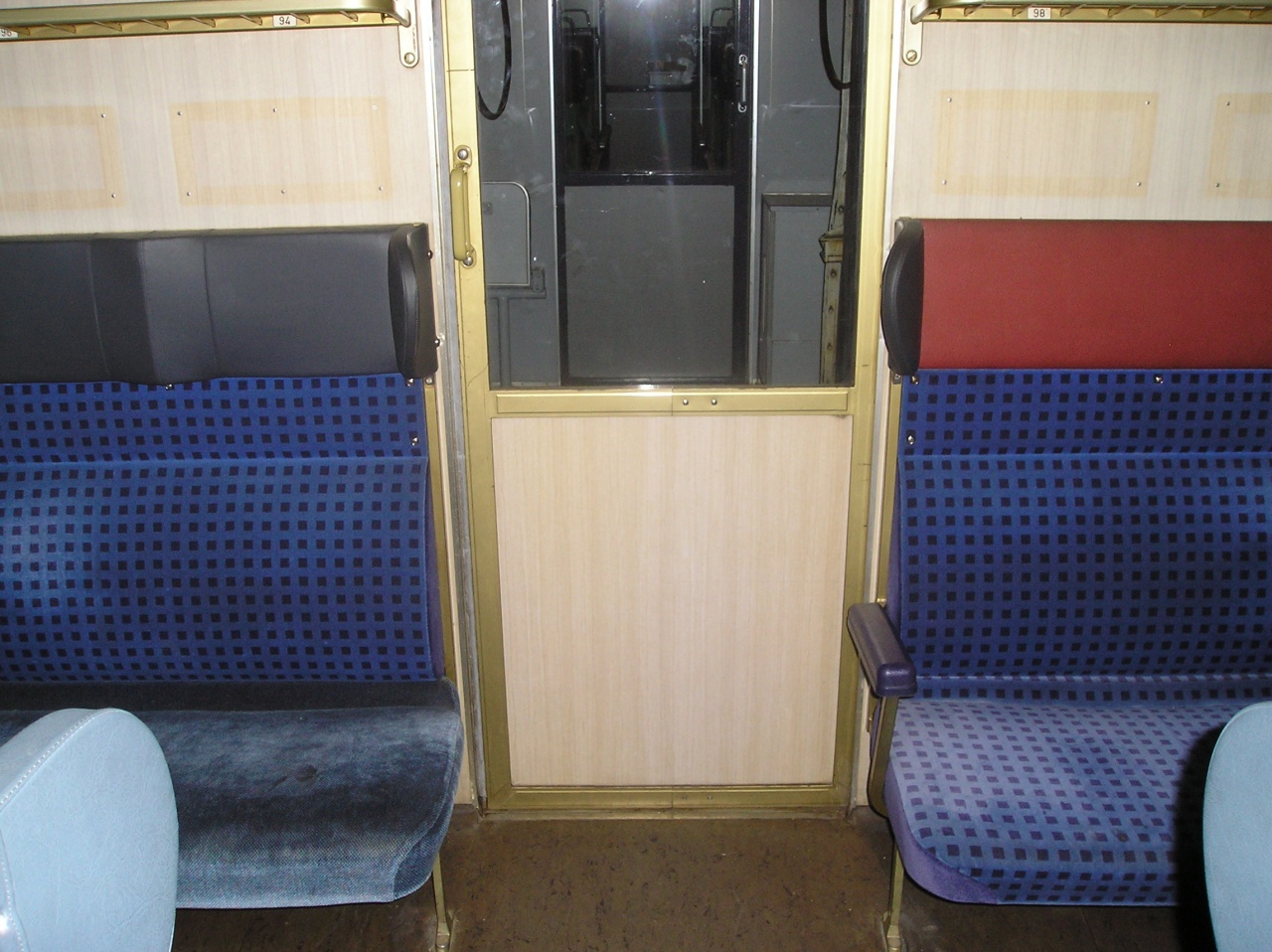
Hessischer Bn-Wagen mit verschiedenenfarbigen Kopfstützen und Sitzpolstern am 13. Mai 2006

Nach den guten Erfahrungen des Citybahn-Versuchs beschloss die Deutsche Bundesbahn Mitte der 1980er Jahre ein größeres Umbauprogramm aufzulegen. Modernisierte Wagen wurden in die seit Dezember 1986 gültigen neuen Produktfarben der Deutschen Bundesbahn des Nahverkehrs ab 1987 umlackiert und erhielten dementsprechend ein lichtgraues Farbkleid mit einem minttürkisen Fensterband. Erste Einsatzstrecke war Hamburg–Stade (Niederelbebahn), danach folgten der Großraum Hannover (1989) und das Saarland (1990).
Ab 1996 wurden modernisierte Wagen stattdessen in Verkehrsrot (mit Türen in Lichtgrau) lackiert, später wurden auch ältere Modernisierungen dem neuen Farbkonzept angepasst, ohne dass dabei weitere Umbauten vorgenommen worden wären. Neben den Umbauprogrammen wurden die bislang als Fallrohrtoilette ausgeführten WCs großteils auf Vakuumtoiletten umgebaut und teils rollstuhlgerecht ausgestattet.
Viele der nur in kleinen Stückzahlen hergestellten Varianten sind heute – sofern nicht bereits erneut zu den Varianten OFV oder DBM umgebaut – mangels Ersatzteilen und passender Stoffmuster nicht mehr im Anlieferungszustand. Vielfach wurden Sitzbänke und auch sonstige Einrichtungselemente durch solche eines anderen Designs ersetzt.

#### Design Hannover

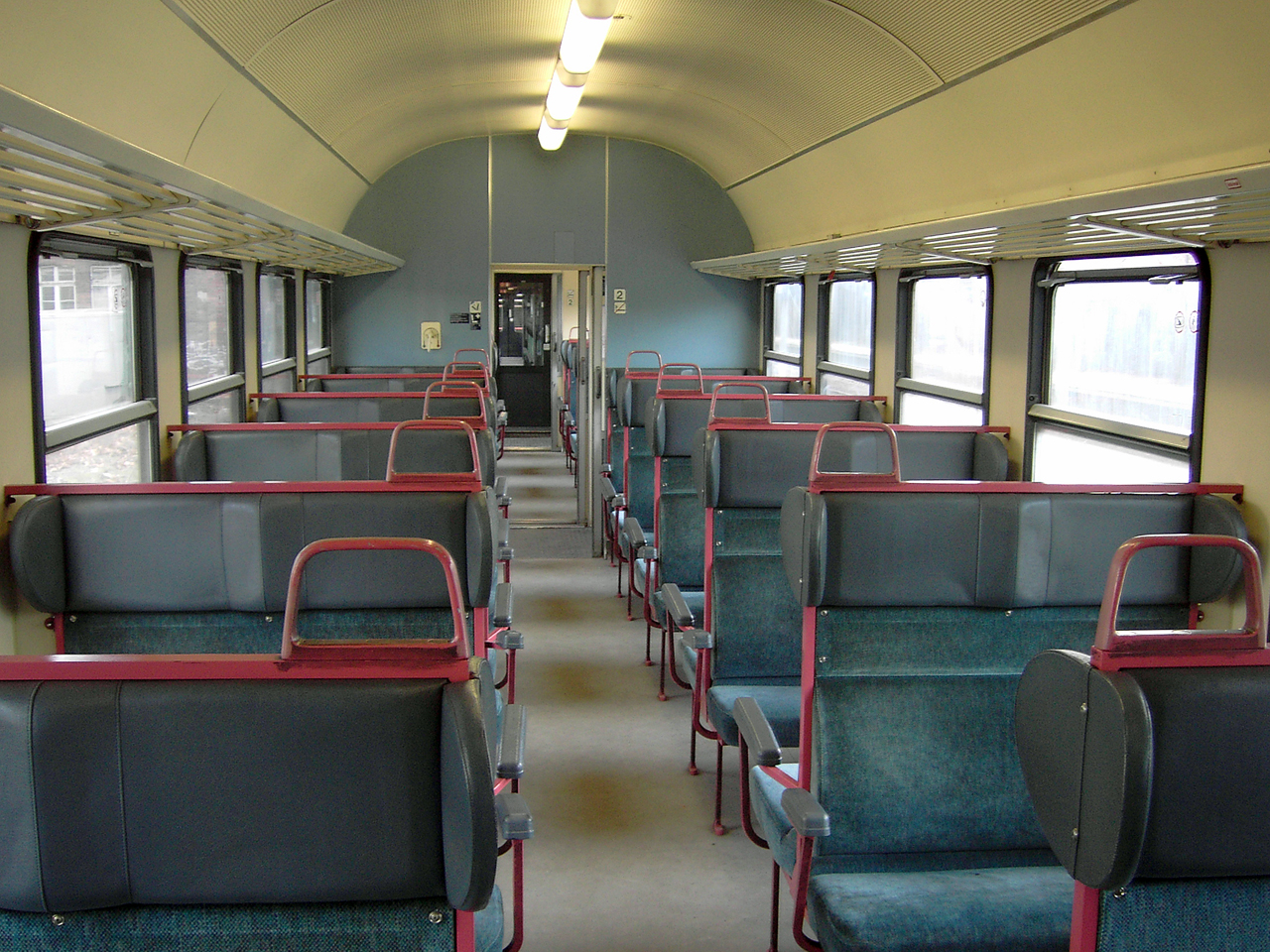
Modernisierter Innenraum im Design Hannover

Nachdem das Design der für Stuttgart–Aalen modernisierten n-Wagen zu wünschen übrig ließ, die Kosten jedoch nicht steigen sollten, versuchte man diesen Spagat durch größere Stückzahlen zu erreichen. Die vorhandene Inneneinrichtung wurde vom AW Hannover weitgehend beibehalten. Markantester Unterschied zum ursprünglichen Zustand ist die Entfernung der Gepäckablagen über den Rückenlehnen, die durch neue Ablagen über den Fenstern ersetzt wurden. Dadurch wurde die bisherige Struktur der kleinen Abteile optisch aufgebrochen und der Großraumcharakter des Innenraums betont. Die Sitze erhielten Stoffbezüge, und die Kopfstützen wurden mit dunklem Kunstleder bezogen. Darüber hinaus wurden letztere optisch mit Aufpolsterungen mittig geteilt und die Sitzrahmen in der Farbe Magenta gestrichen. Die Seitenwände wurden mit beigen Verbundstoffplatten verkleidet, ebenfalls die Zwischenwände in den beiden kleinen Großräumen. Im mittleren Großraum zweiter Klasse bekamen die Zwischenwände dagegen eine blaue Verkleidung. Es entstanden die Bauarten ABnrz403 (88 Stück), ABn404 (186), Bn433/434 (191), Bnrz436/437 (171), BDnrzf463/465 (123) und BDnf464/466 (206).

#### Fervet-Design

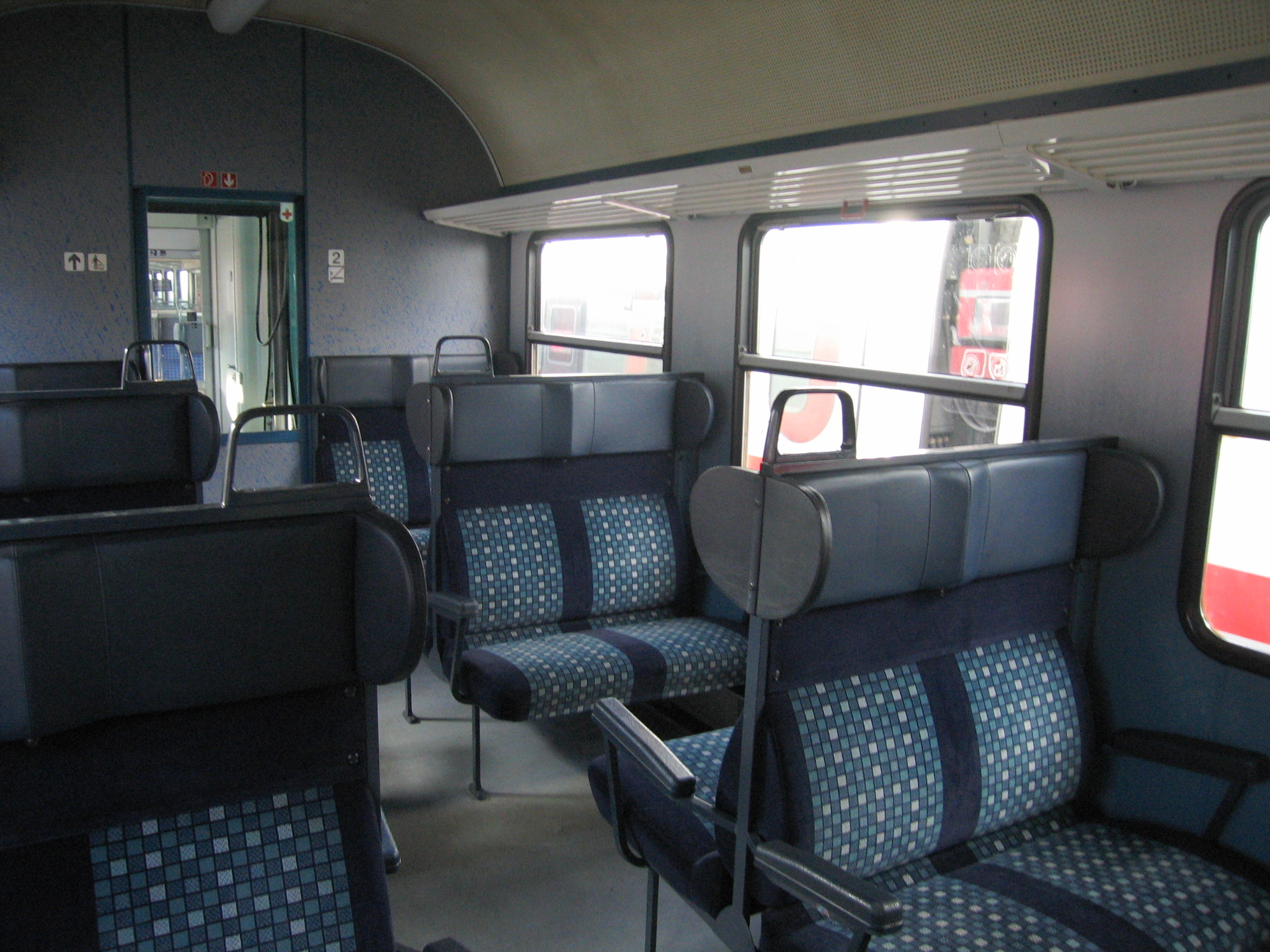
Inneneinrichtung eines n-Wagens im Design Fervet

Neben den bahneigenen Ausbesserungswerk wurden auch externe Firmen am Umbau beteiligt, die dabei ihr eigenes Design einbrachten. Besonders farbenfroh war jenes der italienischen Firma „Fervet“. Die Innenraumaufteilung blieb unverändert. Die Sitzbänke wurden mit dunkelblauem Stoff mit hellen Karomustern neu bezogen. Wie bereits bei den vorherigen Varianten wurden auch hier die Gepäckablagen seitlich angeordnet. Die Seitenwände bekamen einen vertikalen Farbverlauf von blau nach weiß. Die Zwischenwände wurden mit grauen Platten verkleidet, die mit blauen Farbklecksen versehen wurden. Es wurden 188 Bn440/441, 24 Bnrz443/444, acht BDnrzf470, ein BDnf471 und ein BDnrzf473 umgebaut, wobei letzterer erstmals einen Führerstand vom Typ „Wittenberge“ erhielt. Zudem gab es einen Prototyp mit Großraum 1. Klasse. Da Fervet die zugesagte Umbaufrequenz nicht einhalten konnte, wurde von weiteren Aufträgen abgesehen.

#### PFA-Design

n-Wagen im PFA-Design

Auch die PFA in Weiden, die bereits beim Umbau der Interregio-Wagen beteiligt war, baute n-Wagen um. Verwirklicht wurde ebenfalls ein eigenes Design, das beinahe so eigenwillig wie das von Fervet war. Auch hier wurden die Sitzbänke beibehalten und mit neuem Stoff, diesmal in Hellgrau und mit bunten Längsstreifen gemustert, bezogen. Das Muster ähnelt den Sitzen der S-Bahn-Baureihe 420. Die rosaroten Kopfstützen fallen durch ihre markanten dreieckigen Seitenstützen auf. Die Gepäckablagen bestehen aus einem ebenfalls rosarot lackiertem Metallgitter, das wechselnd entlang der Seitenwand oder über den Sitzen verläuft. Die Wandverkleidungen sind hellgrau gehalten. Ein sehr ähnliches Design wurde übrigens auch bei den ersten Modernisierung der Halberstädter Mitteleinstiegswagen verwendet. Entstanden sind die neuen Typen Bn454/455 (99 Stück) sowie Bnr457, Bnrz457, ABnrz426 und Bnrdzf488 (jeweils ein Wagen).

#### OFV-Design

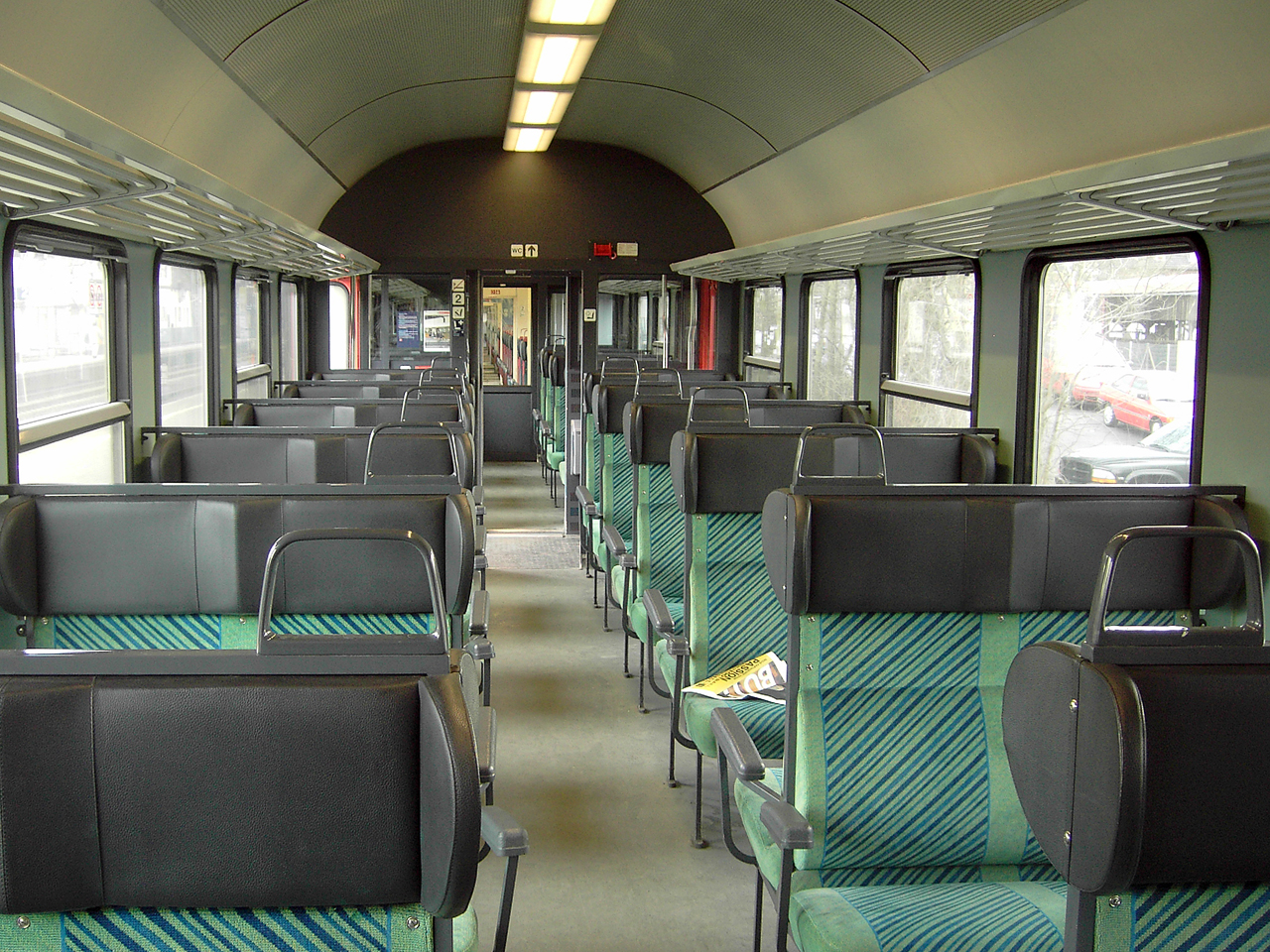
Modernisierter Innenraum im OFV-Design

Letzten Endes durchsetzen konnte sich die italienische Firma OFV (Officine Ferroviarie Veronesi), deren Design ab 1993 in großen Stückzahlen verwirklicht wurde. Die Zwischenwände wurden nun dunkelgrau verkleidet, später kamen zudem verglaste Zwischenwände zum Einbau, um das subjektive Sicherheitsempfinden der Fahrgäste zu erhöhen. Die Seitenwände erhielten grüne Verkleidungen. Bei vielen Umbauten kamen anstelle der Kunststoff-Wannenleuchten erstmals neue Rasterleuchten zum Einbau, die weitaus angenehmeres Licht spendeten. Die Sitze erhielten, nach dem zu dieser Zeit aktuellem DB-Design (sowohl im Fern- als auch im Nahverkehr), mintgrüne Bezüge mit diagonalen Streifen in diversen Blautönen. Die Gepäckablagen wurden wiederum aus den bekannten Profilrohren, vereinzelt auch aus Metallgitter hergestellt und seitlich montiert. Bei den meisten Wagen wurden die ursprünglichen Sitzbänke beibehalten und neu bezogen, bei späteren Modernisierungen wurden in der Formgebung identische Sitzbänke mit Schaumstoffpolsterung anstelle der Federkerne eingebaut. Vereinzelt wurde einer der kleinen Großräume als Mehrzweckraum mit Klappsitzen eingerichtet.

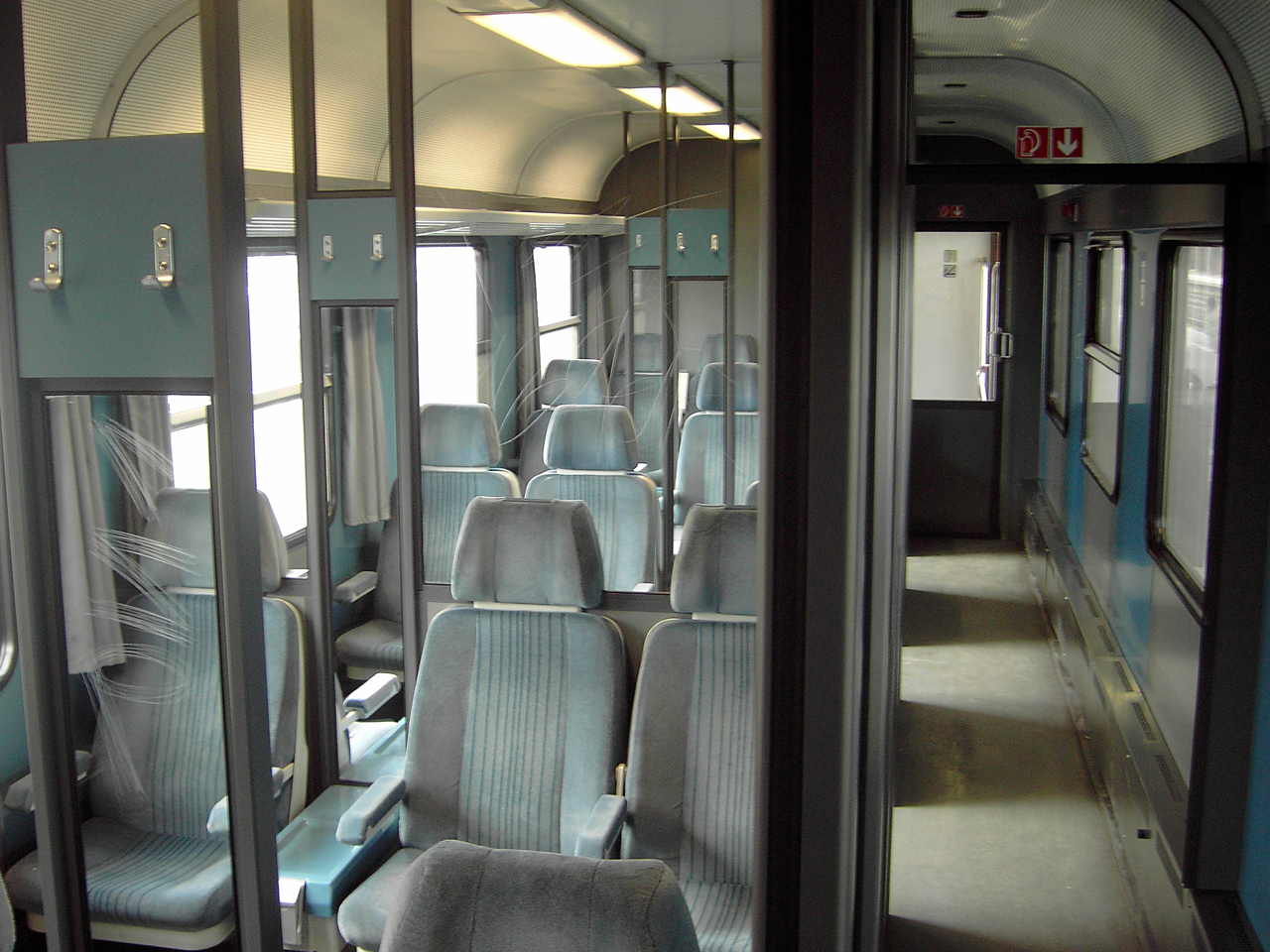
Modernisierter Innenraum der ersten Klasse im OFV-Design

An den Wagenübergängen kamen automatische Türen zum Einsatz, teilweise auch zwischen den Abteilen und den Einstiegsräumen. Auch an den Fenstern gab es Änderungen: An jedem zweiten Fenster wurde das bisherige Übersetzfenster durch ein festes Fenster mit durchgehender Glasscheibe ersetzt.
Beim OFV-Design wurden erstmals auch die Abteile der ersten Klasse grundlegend verändert: Die Trennwände der bisherigen Abteile wurden weitgehend entfernt und ansonsten durch Glaswände ersetzt, was diesen Umbauten auch den Spitznamen „Aquarium“ einbrachte. Anstelle der ursprünglichen Sitze kamen neue, mit blauem Stoff bezogene Einzelsitze zum Einbau.

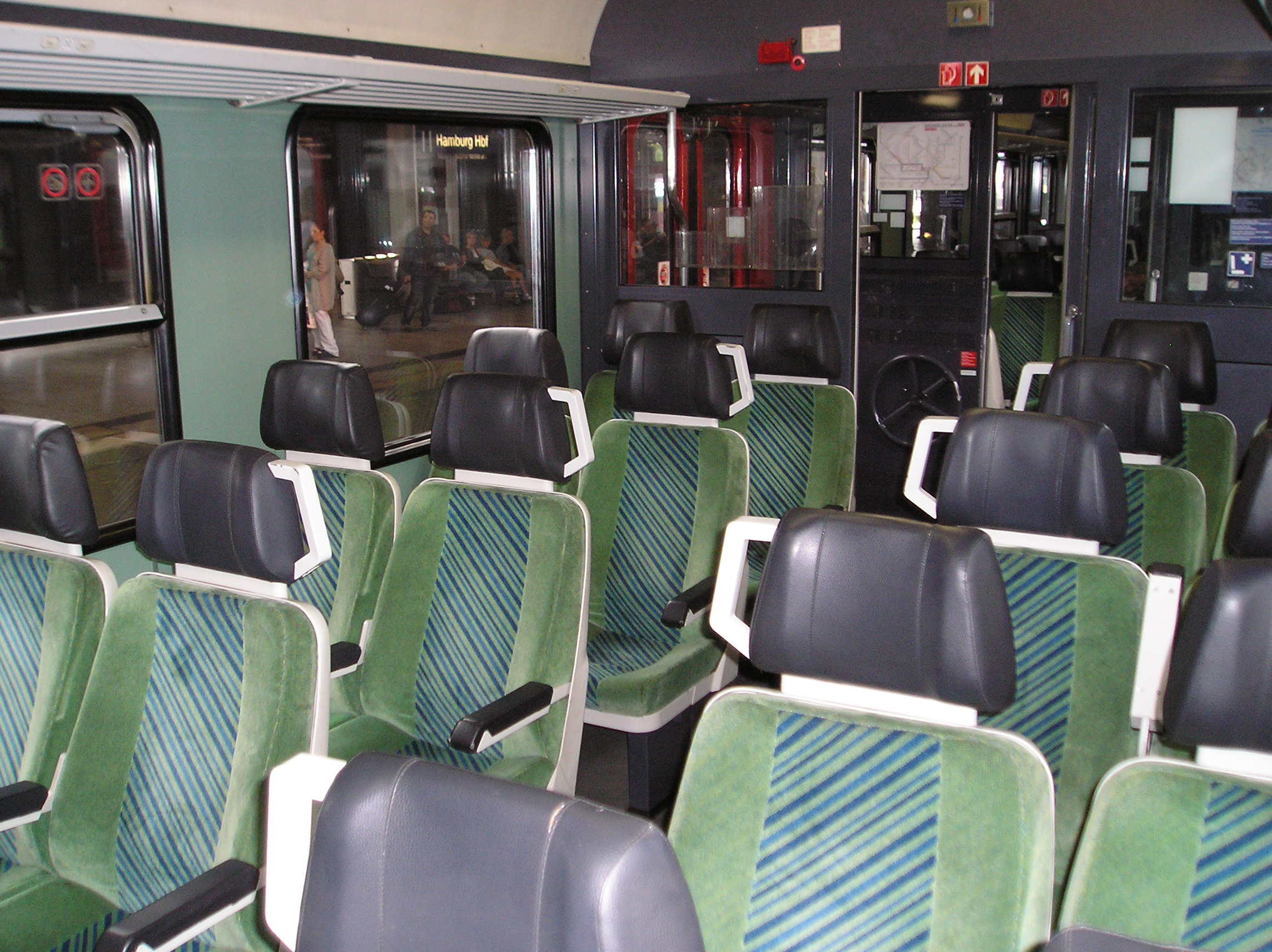
Design OFV-Schleswig-Holstein

In diesen Ausführungen entstanden je nach Spenderwagen die Bauarten ABn417/419 (494 Stück), ABnrz416/418 (192), Bn447/448/449 (1008), Bnrz450/451/452 (334), BDnf478 (99) und BDnrzf477 (102, jeweils Karlsruher Kopf), sowie 63 BDnzf479/481 und 70 Bnrdzf480/483 (bereits mit Wittenberger Kopf). Die für Schleswig-Holstein bestimmten 14 ABnrz416, 20 Bnrz446 und sechs Bnrbdzf476 erhielten ein leicht abweichendes Design mit Einzelsitzen (bekannt aus den Triebzügen der Baureihe 628.4 und den ersten DB-Neubau-Doppelstockwagen), jedoch im OFV-Design bezogen. Die Steuerwagen erhielten erstmals ein rollstuhlgerechtes WC, zudem waren erstmals alle Toiletten als geschlossenes System ausgeführt und mit einem Fäkalientank ausgestattet.

#### DBM-Design

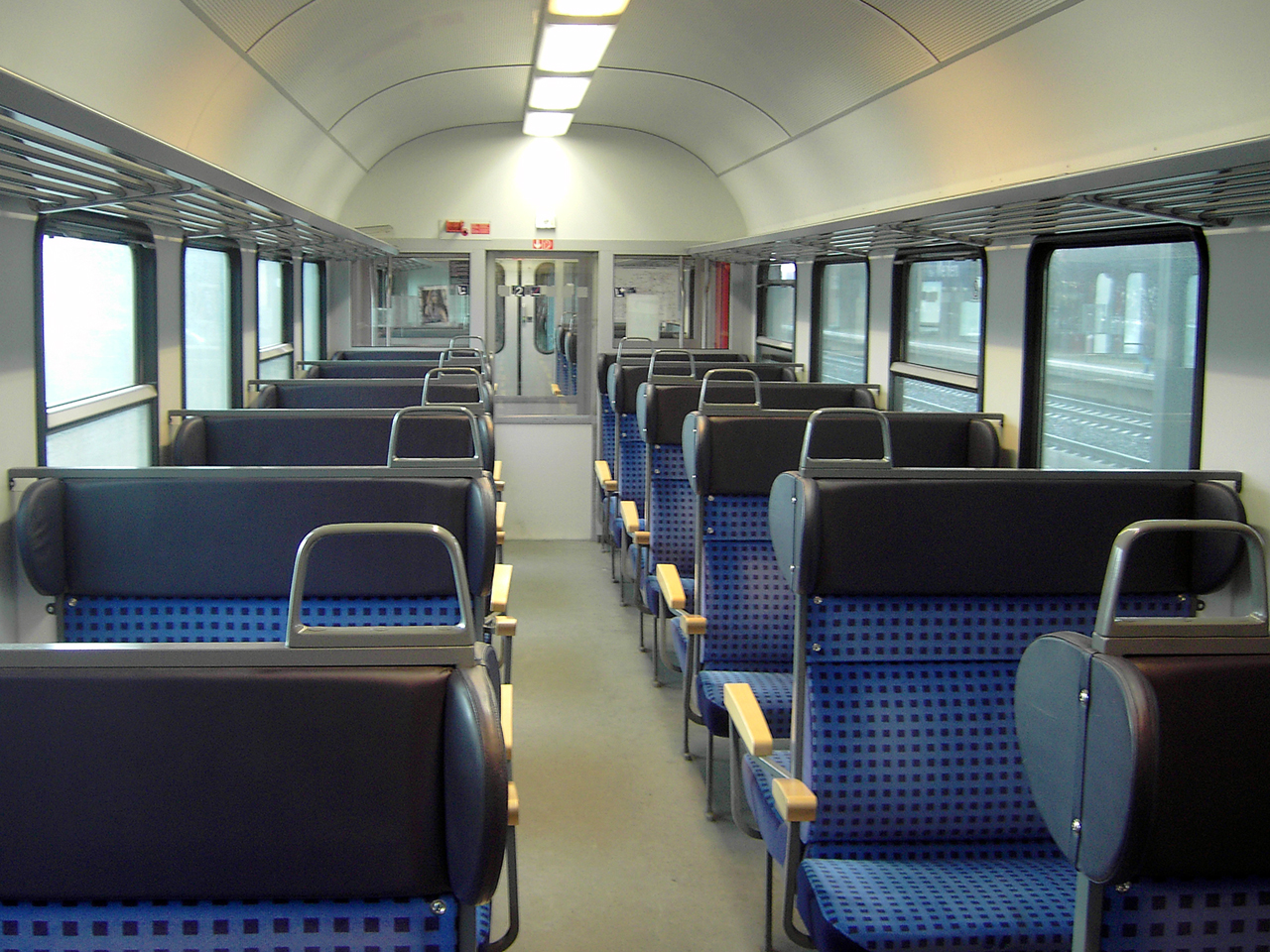
Modernisierter Innenraum im DBM-Design

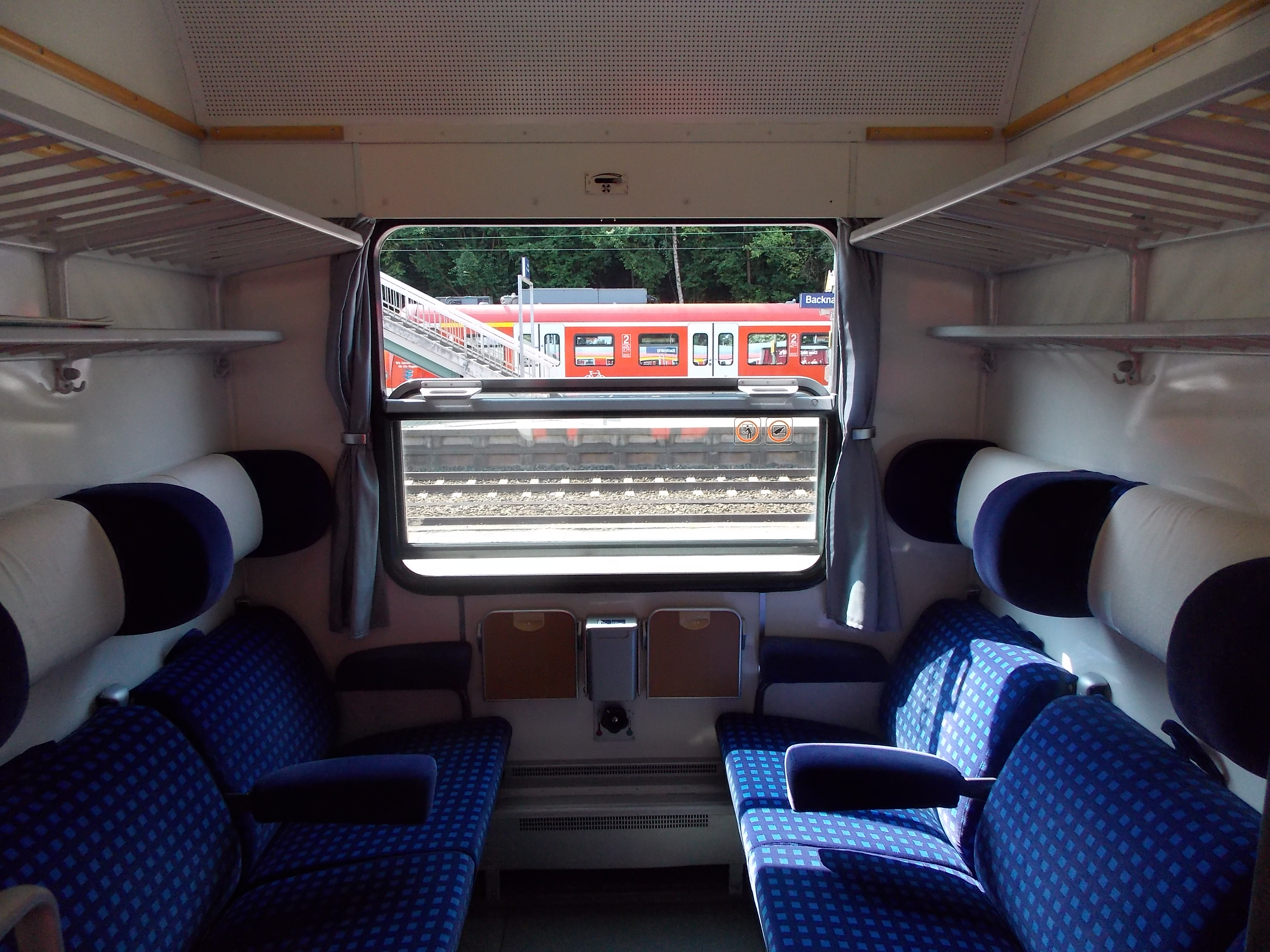
1.-Klasse-Abteil im Hannover-Design, mit Sitzbezügen im DBM-Design

Die neuesten Modernisierungen sind eine Kombination der Umbauten des OFV-Designs mit dem in Neufahrzeugen verwendeten Farbkonzept der DB Medien. Die meisten Farben sind Lichtgrau gewichen und die Sitze in der zweiten Klasse erhielten blaue Bezüge mit dunkelblauen Quadraten und die in der 1. Klasse dunkelblaue Bezüge mit blauen Quadraten. Außerdem wurden neue Armlehnen aus hellem Holz (anstatt dunkelgrauem Kunststoff) eingebaut und die alten weiß-grauen Piktogramme durch die aktuellen dunkelblau-weißen ersetzt. Die Kopfstützen der Sitzbänke sind in der Mitte eben, anstatt wie bisher extra aufgepolstert. Dies ist aber nicht bei allen Wagen der Fall. Bei einer anderen Variation dieses Designs sind die Kopfstützen nicht mit dunkelblauem Kunstleder, sondern mit dem gemusterten Sitzstoff bezogen. Auch sind Armlehnen nicht aus Holz, sondern aus dunkelblauem Kunststoff verwendet worden. Darüber hinaus wurden einige Wagen mit Fahrgastinformationssystemen, die Zugziel, Datum, Uhrzeit und den nächsten planmäßigen Halt anzeigen, ausgestattet. Anstelle der Sitzbänke erhielten einige Wagen – je nach Serie und Einsatzgebiet – auch Einzelsitze ähnlich der in den neuen Doppelstockwagen verwendeten Bauart. Des Weiteren gibt es auch zahlreiche Wagen des DBM-Designs mit Schwenkschiebetüren anstelle der sonst üblichen Drehfalttüren. Etliche Steuerwagen erhielten ein rollstuhlgerechtes WC, viele auch einen Rollstuhl-Hublift, manche wiederum Süßwaren- bzw. Getränkeautomaten.
Die Gattungsnummern entsprechen denen des OFV-Designs, so dass eine eindeutige Zuordnung zur Art des Redesigns nicht mehr möglich ist. Mit der Bahnreform 1994 bildeten sich neue Zuständigkeiten und leitende Personen heraus, die wenig darauf achteten, dass die Gattungsnummern von Wagen eindeutig den Herstellern der redesignten Wagen zugeordnet wurden. Dieser Umstand wurde nicht beseitigt. So waren Wagen unter einer gleichen Gattungsnummer unterwegs, die aber herstellerbedingt eine völlig unterschiedliche Ausstattung hatten.

### Wittenberger Steuerwagen

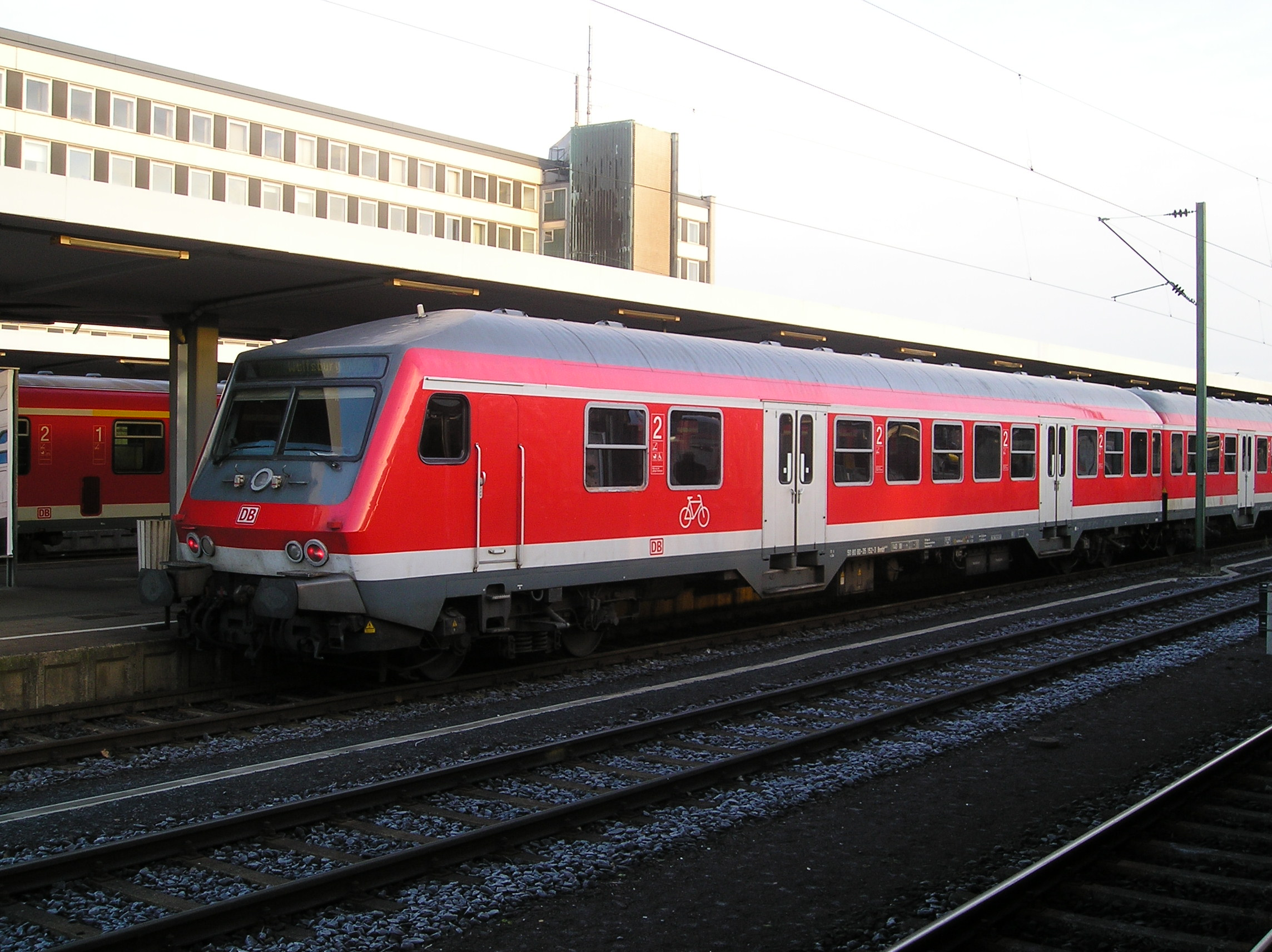
Wittenberger-Steuerwagen Bnrdzf^{483.1} am 26. Dezember 2005 in Braunschweig Hbf

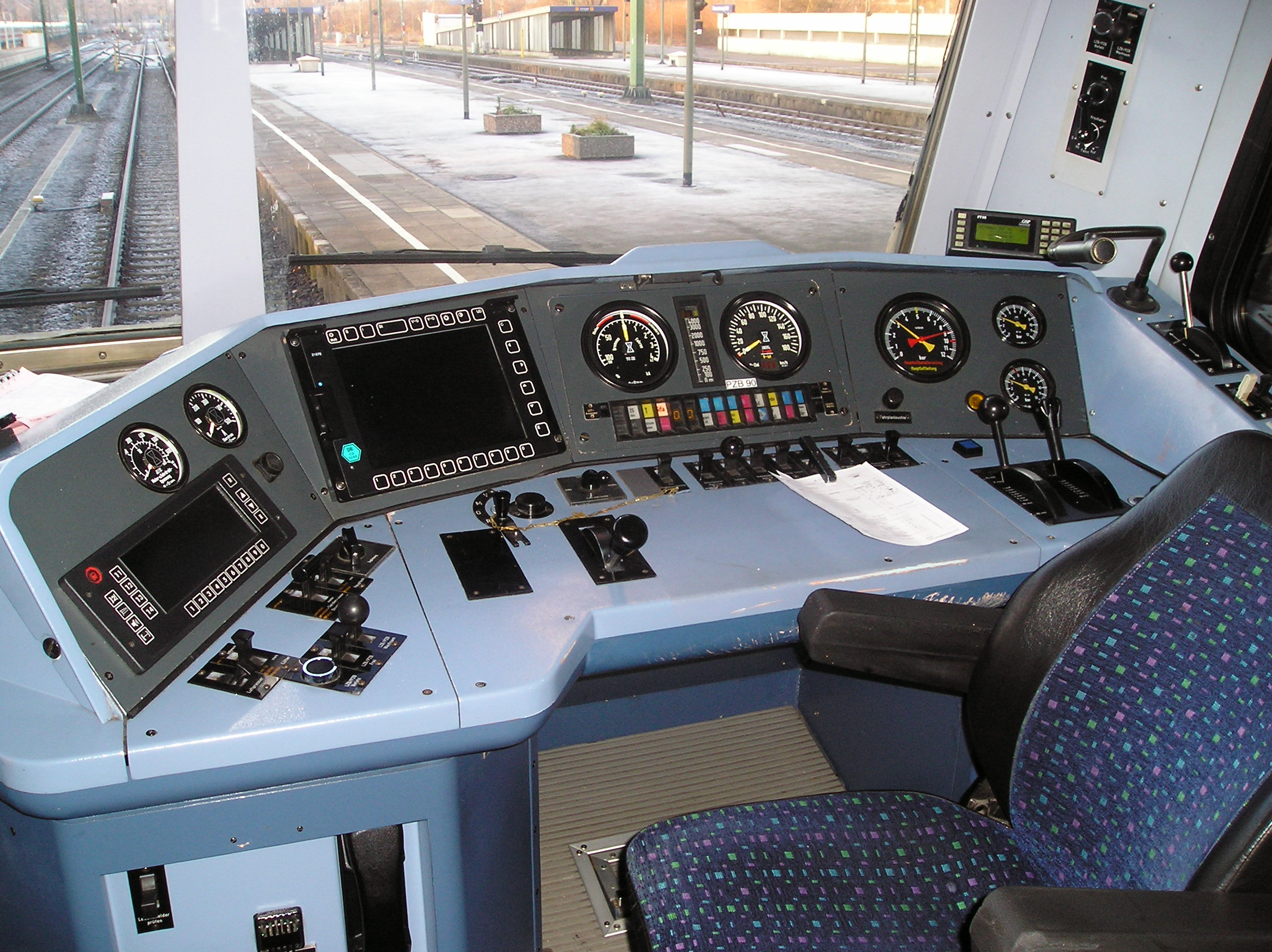
Führerstand eines Bnrdzf 483.1

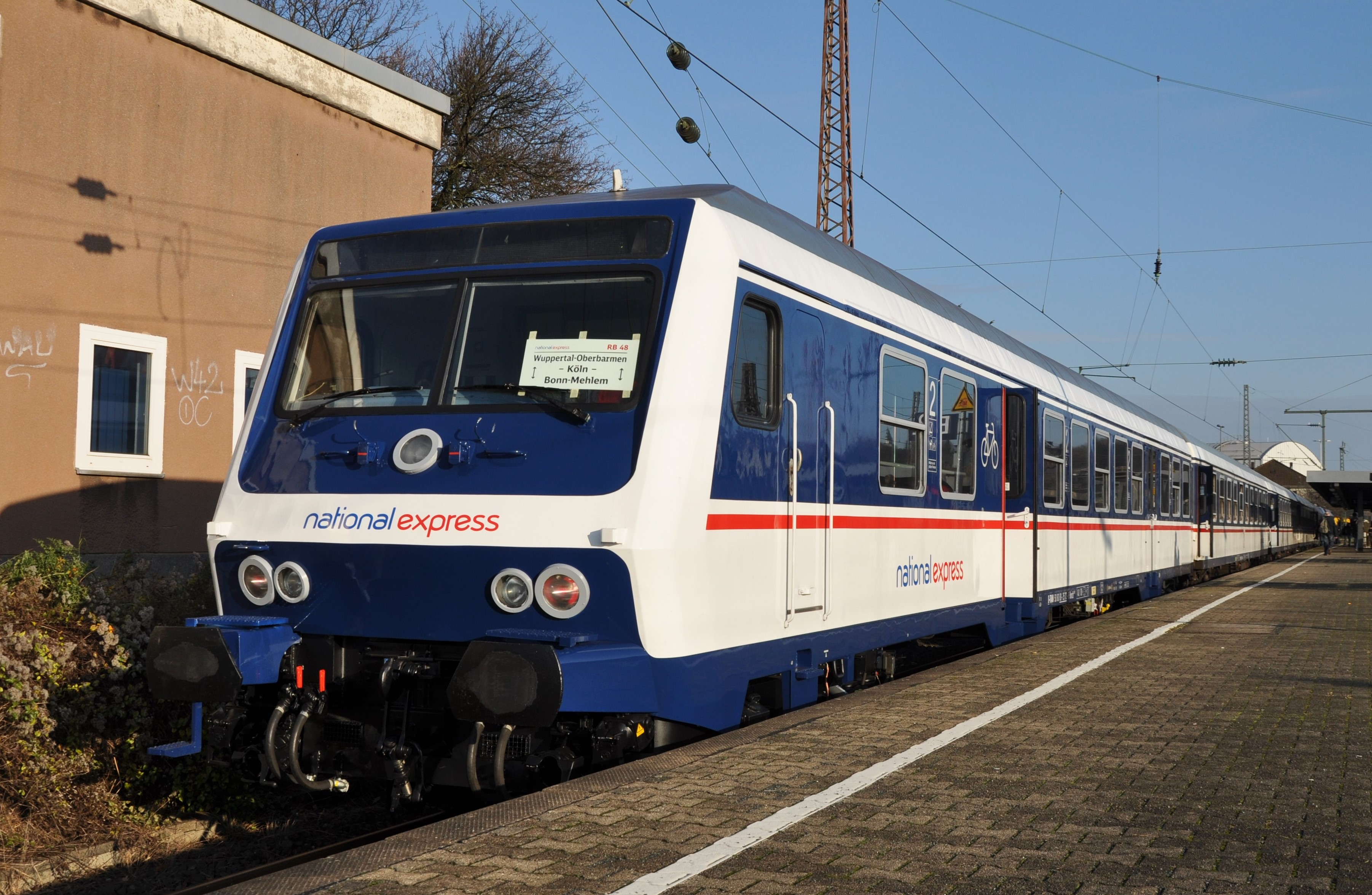
Wittenberger Steuerwagen in der Farbgebung von National Express im Dezember 2015 in Wuppertal-Oberbarmen

Die bisher verwendeten Führerstände konnten nur entweder mit Diesel- oder Elektroloks eingesetzt werden. Um den Steuerwagen für die jeweils andere Traktionsart nutzbar zu machen, ist ein mehrstündiger Umbau des Führertisches erforderlich. Die konventionelle Wendezugsteuerung nutzt ein durch den ganzen Zug verlaufendes, 36-poliges separates Steuerkabel, bei dem für jeden Befehl, jede Meldung und jede Analogwertübermittlung eine eigene Ader benötigt wird, was recht störanfällig ist. Dieses Steuerkabel ist heutzutage fast nur noch bei den n-Wagen vorhanden. Diese Bedingungen schränken den Nutzen der Steuerwagen stark ein. Zudem genügt der Führerstand nicht mehr den heutigen Vorstellungen von einem modernen Arbeitsplatz.
Aus diesem Grund wurde Anfang der 1990er Jahre vom RAW Wittenberge der Prototyp eines neuen modularen Führerstandes entwickelt. Zum Einsatz kommt ein aus GFK vorgefertigtes Wagenkasten-Segment, in dem der mit der Baureihe 111 eingeführte DB-Einheitsführerstand installiert ist. Der Führerraum ist geräumig und übersichtlich gestaltet, zudem hat er seitliche Türen und eine verglaste Rückwand mit Dreh- oder Schiebetür, durch die der Blick vom Fahrgastraum nach vorne auf die Strecke möglich ist. Auf der technischen Seite wurde eine rechnergestützte Steuerung installiert, die den Betrieb sowohl mit der konventionellen Wendezugsteuerung als auch mit der neuen zeitmultiplexen Wendezugsteuerung, sowohl mit Diesel- als auch mit Elektrolokomotiven ermöglicht. Die Betriebsart wird lediglich umgeschaltet, es sind keine Umrüstungen mehr erforderlich. Der Einsatz ist mit seitenselektiver Türsteuerung möglich, daher sah man die Wagen oftmals auch an der Spitze eines Doppelstock-Wendezuges.
Der Steuerkopf wurde aufgrund seiner guten Bewährung in großer Stückzahl hergestellt; mit ihm wurden zahlreiche alte Steuerwagen mit (Bauarten 738, 739 und 742) und (nur vereinzelt) auch ohne Übergangsmöglichkeit (Bauarten 735 und 740) sowie zur Erhöhung des Wendezuganteils auch normale n-Wagen ohne Führerstand (Bauarten 719 und 725) ausgestattet. Teils wurden auch bereits modernisierte Wagen verwendet, ansonsten wurde beim Umbau auch das Redesign des Fahrgastraums vollzogen. Die Wagen werden als „Wittenberger Kopf“ oder „Wittenberge-Steuerwagen“ bzw. „Wittenberger Steuerwagen“ bezeichnet; die vom AW Karlsruhe ab 1971 hergestellten oder umgebauten Steuerwagen werden seitdem zur Unterscheidung „Karlsruher Kopf“ oder „Karlsruher Steuerwagen“ genannt. Nach dem gleichen Schema wurden auch zahlreiche Halberstädter Mitteleinstiegswagen zu Wittenberge-Steuerwagen umgebaut, die jedoch nur in der Betriebsart ZWS betrieben werden können.
Auch hier gab es wiederum mehrere Varianten. Zumeist findet man die Designvarianten OFV und DBM vor. Teils wurden die Drehfalttüren durch Schwenkschiebetüren ersetzt. Einige Wagen wurden rollstuhlgerecht mit Hublift und Rollstuhl-WC hergerichtet. In manche Wagen wurden Süßwaren- und Getränkeautomaten eingebaut. Zahlreiche Wagen haben zusätzliche Fernscheinwerfer erhalten.

### Lackierungen
Ab 1959 wurden die grünen Personenzugwagen nach und nach durch die n-Wagen ersetzt, bei denen nur das Dach und der Längsträger lackiert waren (Längsträger in Schwarz, ab 1975 Ozeanblau, RAL 5020), etwas später mit schmalem beigem Absetzstreifen. Ab 1986 erhielten sie die lichtgraue Lackierung (RAL 7035) mit Fensterband in Minttürkis (RAL 6033) und darunter liegendem Zierstreifen in Pastelltürkis (RAL 6034). Nach der Bahnreform wurde ab 1996 die für die DB-Regio typische Farbgebung Verkehrsrot (RAL 3020) mit lichtgrauen Streifen und Türen verwendet. In den letzten Jahren an andere Eisenbahn-Verkehrsunternehmen verkaufte Wagen tragen teilweise deren Hausfarben.

## Spitznamen
Durch ihre weite Verbreitung waren die n-Wagen ein natürliches Ziel für Spitznamen, deren verbreitetster „Silberling“ ist. Nachdem größere Zahlen umgebauter Wagen in minttürkis/pastelltürkis/lichtgrauer Lackierung auftauchten, wurden diese analog als „Grünlinge“ oder „Mintlinge“ bezeichnet. Als die Wagen Ende der 1990er Jahre verkehrsrot lackiert wurden, wurden sie entsprechend zu „Rotlingen“.
Diese sowohl auf das Äußere als auch auf den Innenraum bezogene Farbvielfalt – um die Jahrtausendwende waren alle drei (Haupt-)Lackierungsvarianten im selben Zug anzutreffen – führte unter Eisenbahninteressierten auch zur Sammelbezeichnung „Buntling“.

## Besonderheiten

### Kaffeeküch-Wagen

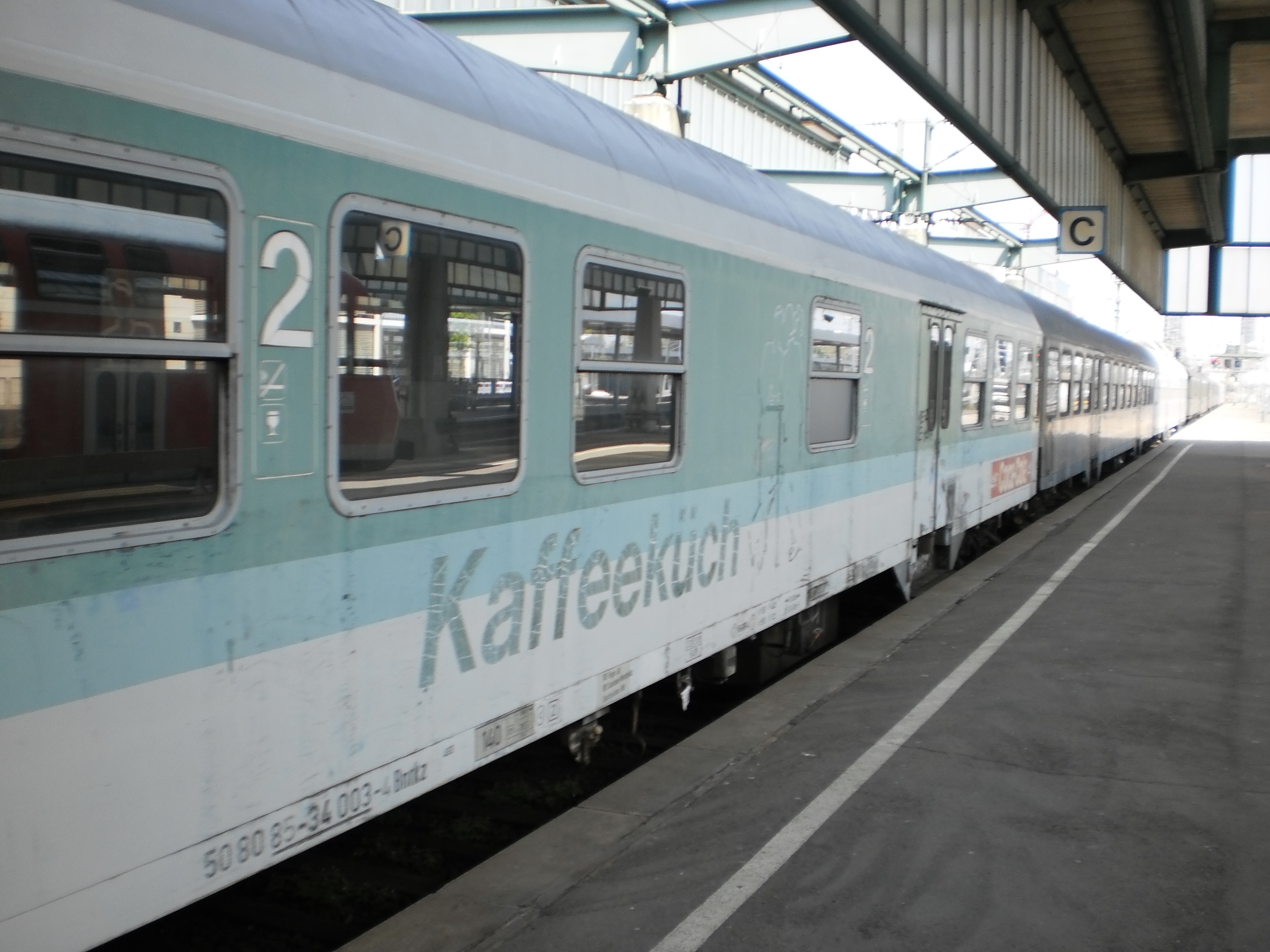
Kaffeeküch-Wagen, Gattung Bnrkz^{493}

Von den mint-türkisfarbenen n-Wagen gab es als Sonderform die sogenannten Kaffeeküch-Wagen. Diese Bistro-/Speisewagen der Gattung Bnrkz493 waren in geringer Anzahl von der Bahn umgebaut und von einem Privatunternehmer bewirtschaftet worden. Dazu wurden bei Zweite-Klasse-Wagen im mittleren Abteil die Sitzbänke (bis auf sechs Stück) ausgebaut. Stattdessen wurden fünf Stehtische sowie eine kleine Küche mit Theke eingebaut. Einige der verbliebenen Sitzbänke wurden mit Klapptischen ausgestattet. Für die Theke wurden zwei Fenster durch eingeschweißte Bleche ersetzt. Äußerlich trugen diese Wagen die Schriftzüge Kaffeeküch sowie Werbung für Coca-Cola und Karlsberg-Bier und eine Figur aus zwei Menschen. Diese Wagen fuhren zuerst als City-Bahn im Saarland und der Westpfalz (Strecke Trier–Saarbrücken–Homburg–Kaiserslautern), später aber überwiegend von Saarbrücken bis Koblenz und Frankfurt am Main in Eilzügen und später RE-Zügen. Der Begriff Kaffeeküch stammt aus dem Rheinfränkischen, einem Dialekt, der auch in Teilen des Saarlandes gesprochen wird. Der letzte verbliebene Kaffeeküch-Wagen stand einige Zeit im DB-Museum in Koblenz – er gehörte allerdings offiziell nicht zu dessen Bestand. Der letzte Kaffeeküch-Wagen ist im privaten Besitz, eine Aufarbeitung wird geprüft.

### Lazarettwagen

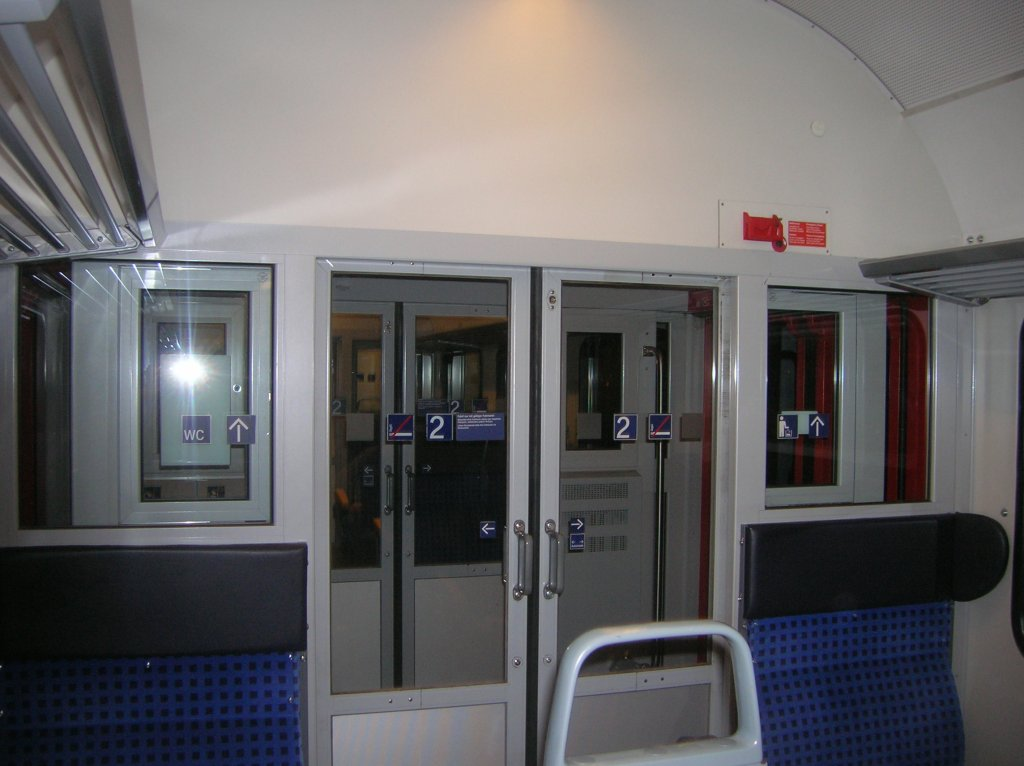
Ehemaliger Lazarettwagen mit breiter Tür

Zur Verwendung im Kriegs- oder Katastrophenfall waren 198 n-Wagen für den schnellen Umbau in ein rollendes Lazarett vorbereitet, um als Krankentransportzug eingesetzt werden zu können. Bei ihnen konnte die Bestuhlung einfach entfernt und durch insgesamt 36 Liegen ersetzt werden. Zu deren Befestigung befanden sich Haken an den Wänden, außerdem waren sämtliche Fenster durch Jalousien verdunkelbar. Um den Einstieg mit auf Tragen liegenden Patienten zu ermöglichen, wurden die Mittelstangen in den Einstiegen abklappbar und die Türen zwischen den Einstiegsbereichen und den Fahrgastabteilen zweiteilige Schiebetür mit doppelter Breite ausgeführt. In den Wänden befanden sich außerdem 230-Volt-Steckdosen zum Anschluss medizinischer Apparate.

### „Ihr Zug zum Flug“
Um den Rhein-Neckar-Raum besser an den Flughafen Frankfurt Main anzubinden, wurde eine n-Wagen-Garnitur als spezieller Flughafen-Zubringer-Zug hergerichtet. Sie erhielt dazu eine zweifarbig blaue Klebefolie im damaligen Farbschema des Flughafens Frankfurt an den Flanken mit den Schriftzug „Ihr Zug zum Flug“. Der Zug bestand aus einem ABnrzb- und zwei Bnrzb-Wagen der Bauarten 704 und 728, ein weiterer ABnrzb diente als Reserve. Die Einheit bediente ab 1978 drei tägliche Zugpaare zwischen Ludwigshafen/Rhein, Mannheim, Weinheim, Bensheim, Darmstadt und Frankfurt (Main) Flughafen-Bahnhof (heute Frankfurt (Main) Flughafen Regionalbahnhof), ohne Frankfurt (Main) Hauptbahnhof zu berühren. 1983 wurde dieser Verkehr eingestellt.

## Liste der gebauten n-Wagen
| Typ        | Baujahr   | Anzahl | Hersteller | Wagennummer | Bemerkungen                                                                                               | Bild |
| ---------- | --------- | ------ | --- | --- | --- | ---- |
| ABn 703    | 1959–1966 | 798    | | | 5 Wagen mit ZS als ABnz 703, 20 Wagen mit Mehrspannungsheizung                                            |      |
| ABnr 704   | 1965–1967 | 34     | | | |      |
| ABnrz 704  | 1968–1977 | 380    | | | |      |
| ABnrz 708  | 1977      | 1      | | | Karlsruher Versuchszug                                                                                    |      |
| Bn 719     | 1969–1976 | 1070   | | | |      |
| Bn 720     | 1959–1963 | 1019   | | | in DB-Ausbesserungswerken aus Teilen ausgemusterter Wagen hergestellt                                     |      |
| Bnz 723    | 1965/1966 | 30     | | | Mehrspannungsheizung                                                                                      |      |
| Bnrz 723   | 1966      | 40     | | | |      |
| Bnrz 724   | 1969/1970 | 180    | | | Lazarettwagen mit Steildach                                                                               |      |
| Bnrz 724.1 | 1989/1990 | 18     | | | Umbau aus Bnrz 725 (Lazarettwagen)                                                                        |      |
| Bnr 725    | 1966–1968 | 190    | | | |      |
| Bnrz 725   | 1967–1977 | 449    | | | |      |
| Bnrz 728   | 1977–1980 | 100    | | | Steildach                                                                                                 |      |
| Bnrz 729   | 1977      | 2      | | | Karlsruher Versuchszug                                                                                    |      |
| Bnrzf 734  | 1977      | 1      | | 50 80 21-33 000 | Karlsruher Versuchszug                                                                                    |      |
| BDnf 735   | 1978–1981 | 71     | | 50 80 82-11 501 – 50 80 82-11 571, 50 80 82-53 501 – 50 80 82-53 696 | Umbau aus BDnf 738 („Hasenkasten“) auf FS „Karlsruher Kopf“ (ohne Übergang)                               |      |
| BDnf 736   | 1958      | 1      | Wegmann & Co., Kassel (Fabriknummer 4.943) | 96 202 (vor-UIC Nr.) / 50 80 82-11 100 | Prototyp, Vor-UIC Gattung BPw4nf-58                                                                       |      |
| BDnf 737   | 1959      | 1      | MaK, Kiel | 96 201 (vor-UIC Nr.) / 50 80 82-11 101 | Prototyp, vor-UIC Gattung BPw4nf-58a (bis 1966)                                                           |      |
| BDnf 738   | 1959–1964 | 229    | Hansa Waggonbau, Bremen (96 203 – 206), Rathgeber, München (96 207 – 286, 523 – 542), LHB, Salzgitter (96 287 – 386), DWM, Berlin (96 387 – 522, 543 – 572) | 96 203 – 96 502 (vor-UIC Nr.), 96 523 – 96 572 (vor-UIC Nr.) / 50 80 82-11 110 – 50 80 82-11 458, 50 80 82-53 001 – 50 80 82–53 146, 50 80 82-53 200 – 50 80 82-53 209             | Führerstand „Hasenkasten“ (mit Übergang), 20 Wagen mit Mehrspannungsheizung, Vor-UIC Gattung BPw4nf-59    |      |
| BDnrzf 739 | 1969      | 40     | | | Führerstand „Hasenkasten“ (mit Übergang), später ausgebaut                                                |      |
| BDnrzf 740 | 1971–1977 | 310    | Ausbesserungswerk Karlsruhe | 50 80 82-34 0412 (740.0), 50 80 82-34 042 – 50 80 82-34 061 (740.1), 50 80 82-34 062 – 50 80 82-34 120 (740.2), 50 80 82-34 123 – 50 80 82-34 350 (740.2), 50 80 82-34 122 (740.3) | Führerstand „Karlsruher Kopf“ (ohne Übergang)                                                             |      |
| BDn 742    | 1961–1964 | 29     | | 96 503 – 96 522 (vor-UIC-Nr.) / 50 80 82-10 001 – 50 80 82-10 020 | BDnf 738 mit ausgebautem Führerstand (Umbau), 20 Wagen mit Mehrspannungsheizung, vor-UIC Gattung BPw4n-59 |      |
| Bndzf 479  | 1994      | 9      | | | |      |

- Kennbuchstabe „z“: mit zentraler elektrischer Energieversorgung aus der Zugsammelschiene
- Kennbuchstabe „r“: mit Hochleistungsbremse der Bauart KE-GPR als Rapidbremse (für schnelles Bremsen ausgelegt)

## Nachfolger
In den Jahren 1965 und 1967 lieferte Wegmann insgesamt 60 Wagen an die Chemins de Fer Luxembourgeois (CFL), die den n-Wagen sehr ähnlich waren. Es gab die Wagentypen AB, B, BR, ABD und BD. Die Wagenkästen der luxemburgischen Wagen waren stets lackiert. Die erste Klasse unterschied sich von der zweiten nur in der Polsterung. Nach Ende des regulären Einsatzes gingen mehrere Wagen an deutsche Museumsbahnen.
Trotz des großen Erfolges blieben die n-Wagen ohne direkte Nachfolger. Die 1976 gebauten Nahverkehrswagen-Prototypen von Linke-Hofmann-Busch sollten die n-Wagen ablösen, gingen jedoch aus Kostengründen nie in Serie.
Mitte der 1990er Jahre gab es bei der Deutschen Bahn eine große Beschaffungswelle neuer Fahrzeuge, insbesondere kamen neue Doppelstockwagen zum Einsatz, oder es wurde auf Triebwagen umgestellt.
Mit Ausnahme der x-Wagen für den S-Bahn-Verkehr sind die Married-Pair-Wagen, die Bombardier 2005/2006 für den Einsatz auf der Marschbahn baute, die ersten einstöckigen Nahverkehrswagen, die seit dem Ende der n-Wagen-Produktion für (west-)deutsche Eisenbahnen neu gebaut wurden. Daher waren die n-Wagen in verschiedenen Umbauzuständen noch lange in vielen Regionalbahn-, Regional-Express- und Interregio-Express-Zügen anzutreffen.
Die letzten n-Wagen in silberner Originalausführung, die zuletzt nur noch in Nordrhein-Westfalen und in Bayern stationiert waren, schieden am 21. Dezember 2004 (an Rhein und Ruhr) aus dem planmäßigen Dienst. Die letzten silbernen n-Wagen in Bayern wurden um 2003/2004 verkehrsrot lackiert. Die Inneneinrichtung war zuletzt teils im OFV-Design gehalten. Des Weiteren waren noch zwei Original-n-Wagen in Mühldorf (Oberbay) stationiert und wurden auch für Sonderfahrten eingesetzt. Das DGEG-Museum in Würzburg setzt noch einen originalen Bn für Sonderfahrten ein.
Ab Dezember 2005 setzte Abellio zwischen Essen und Hagen vorübergehend n-Wagen im Originalzustand ein, die am 30. Juli 2007 durch neue FLIRT-Triebwagen ersetzt wurden.
Wagen sehr ähnlicher Bauart wurden auch außerhalb Westdeutschlands eingesetzt, so bei der Chemins de Fer Luxembourgeois, bis 2003 im Intercity-Verkehr der Nederlandse Spoorwegen (NS) und Danske Statsbaner (DSB) sowie die Bmhe/By-Wagen der Deutschen Reichsbahn (DR). Auch die polnischen Polskie Koleje Państwowe (PKP) erwarben Fahrzeuge gleicher Konzeption, die allerdings nur eine Länge über Puffer von 24,5 Metern aufwiesen.

## Verbleib
Nach dem Einsatz in Deutschland wurde ein Teil der n-Wagen an verschiedene Eisenbahngesellschaften weltweit verkauft:
| Staat   | Gesellschaft         | Anzahl | Nummern                                                                                      | Bemerkungen         | Bild |
| ------- | -------------------- | ------ | -------------------------------------------------------------------------------------------- | ------------------- | ---- |
| Kuba    | FCC                  | ?      | ?                                                                                            |                     |      |
| Iran    | RAI                  | 188    | ?                                                                                            | bis 2018 im Einsatz |      |
| Italien | Ferrovie del Sud Est | 25     | Bz 632–651 Bz 773–777                                                                        | nie benutzt         |      |
| Kosovo  | Trainkos             | 10     | AB 50 80 31-35 114-3 B 50 80 22-35 301, 306, 326, 350, 360 BD 50 80 84-35 006, 023, 033, 037 | seit 2017 im Kosovo |      |